# Saint-Macaire (Gironde)
Pour les articles homonymes, voir Saint-Macaire.
Saint-Macaire (Sent Macari, en occitan) est une commune du Sud-Ouest de la France, située dans le département de la Gironde, en région Nouvelle-Aquitaine.

## Géographie

### Topographie

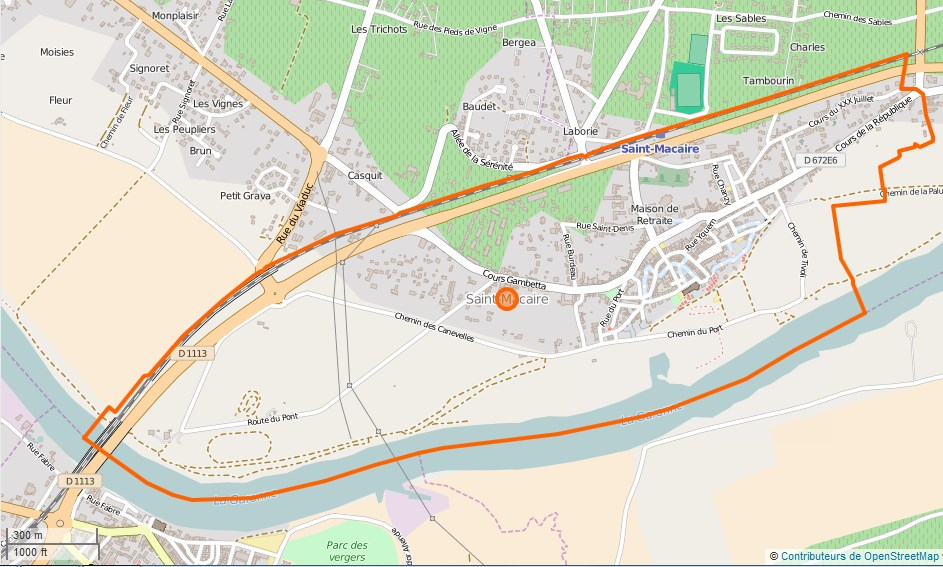
Limites de la commune.

La commune de Saint-Macaire se situe sur la rive droite de la Garonne au niveau du fleuve où l'effet des marées s'estompe, à environ 47 km au sud-est de Bordeaux, chef-lieu du département et à 3,5 km  au nord-est de Langon, chef-lieu d'arrondissement.
Le territoire communal est assez réduit puisqu'il ne couvre à peine que 179 hectares. Il est principalement constitué de vignobles (au nord et à la sortie ouest de la ville), de champs et de bois (au sud, notamment près du fleuve).
La ville en elle-même est érigée sur un promontoire rocheux qui domine la plaine alluviale d'une trentaine de mètres. Saint-Macaire est constituée de deux entités : la ville ancienne, au sud, et la ville neuve, qui s'est principalement développée au nord de la vieille ville. Elle forme une agglomération avec les communes limitrophes de Saint-Maixant et Verdelais, l'unité urbaine de Saint-Macaire.
La ville ancienne est de forme semi-hémisphérique, concentrée autour de l'église Saint-Sauveur, de l'ancien prieuré et de l'emplacement de l'ancien château fort (aujourd'hui détruit). Le plan du quartier en forme d'arêtes de poisson permet d'envisager une origine médiévale. Entourée de remparts, la ville est encadrée par deux faubourgs apparus au Moyen Âge et eux-mêmes protégés par des murailles : le faubourg du Thuron, à l'est et Rendesse, à l'ouest.

### Communes limitrophes
Les communes limitrophes en sont, en rive droite (nord) de la Garonne, Le Pian-sur-Garonne au nord-est et à l’est, Saint-Maixant au nord-ouest ; en rive gauche (sud), se trouvent Saint-Pierre-de-Mons au sud-est et Langon au sud-ouest.
| Saint-Maixant |                           | Le Pian-sur-Garonne  |
|               | Saint-Macaire             |                      |
| Langon        | Rive gauche de la Garonne | Saint-Pierre-de-Mons |

### Hydrographie
La Garonne, dont le cours a longtemps baigné la façade méridionale de la ville, s'est désormais retirée 250 mètres plus au sud.

### Climat
Pour des articles plus généraux, voir Climat de la Nouvelle-Aquitaine et Climat de la Gironde.
Historiquement, la commune est exposée à un climat océanique aquitain.  
En 2020, Météo-France publie une typologie des climats de la France métropolitaine dans laquelle la commune est exposée à un climat océanique et est dans la région climatique  Aquitaine, Gascogne, caractérisée par une pluviométrie abondante au printemps, modérée en automne, un faible ensoleillement au printemps, un été chaud (19,5 °C), des vents faibles, des brouillards fréquents en automne et en hiver et des orages fréquents en été (15 à 20 jours).
Pour la période 1971-2000, la température annuelle moyenne est de 12,9 °C, avec une amplitude thermique annuelle de 15,4 °C. Le cumul annuel moyen de précipitations est de 814 mm, avec 10,9 jours de précipitations en janvier et 6,2 jours en juillet. Pour la période 1991-2020, la température moyenne annuelle observée sur la station météorologique la plus proche, située sur la commune de Sauternes à 10,18 km à vol d'oiseau, est de 0,0 °C et le cumul annuel moyen de précipitations est de 0,0 mm,. Pour l'avenir, les paramètres climatiques de la commune estimés pour 2050 selon différents scénarios d’émission de gaz à effet de serre sont consultables sur un site dédié publié par Météo-France en novembre 2022.

## Urbanisme

### Typologie
Au 1er janvier 2024, Saint-Macaire est catégorisée petite ville, selon la nouvelle grille communale de densité à sept niveaux définie par l'Insee en 2022.
Elle appartient à l'unité urbaine de Saint-Macaire, une agglomération intra-départementale regroupant huit  communes, dont elle est ville-centre,,. Par ailleurs la commune fait partie de l'aire d'attraction de Bordeaux, dont elle est une commune de la couronne,. Cette aire, qui regroupe 275 communes, est catégorisée dans les aires de 700 000 habitants ou plus (hors Paris),.

### Occupation des sols

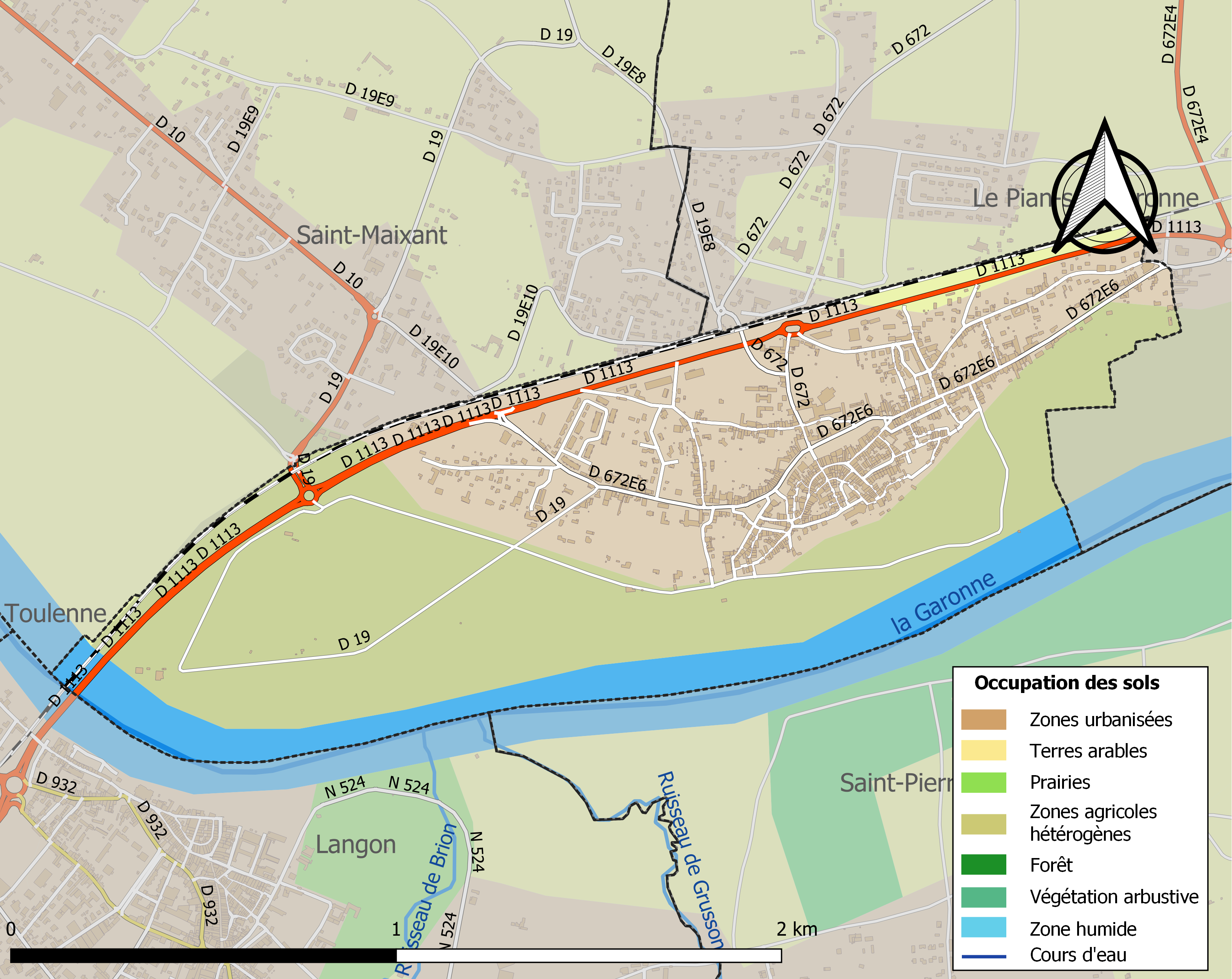
Carte des infrastructures et de l'occupation des sols de la commune en 2018 (CLC).

L'occupation des sols de la commune, telle qu'elle ressort de la base de données européenne d’occupation biophysique des sols Corine Land Cover (CLC), est marquée par l'importance des territoires agricoles (46,2 % en 2018), en diminution par rapport à 1990 (51,9 %). La répartition détaillée en 2018 est la suivante : 
zones agricoles hétérogènes (44,4 %), zones urbanisées (39,6 %), eaux continentales (14,2 %), cultures permanentes (1,6 %), terres arables (0,2 %). L'évolution de l’occupation des sols de la commune et de ses infrastructures peut être observée sur les différentes représentations cartographiques du territoire : la carte de Cassini (XVIIIe siècle), la carte d'état-major (1820-1866) et les cartes ou photos aériennes de l'IGN pour la période actuelle (1950 à aujourd'hui).

### Voies de communication et transports
Le principal axe de communication autour duquel s'organise Saint-Macaire est la route départementale D1113, ancienne RN 113, de Bordeaux à Toulouse, dont le trajet se situe juste au nord de la ville neuve et qui mène à Langon vers l'ouest et à La Réole vers l'est.
L'autoroute la plus proche est l'autoroute A62 (Bordeaux-Toulouse) dont l'accès no 3, dit de Langon, est distant de 4,5 km par la route vers le sud-ouest.
L'accès no 1 dit de Bazas, à l'autoroute A65 (Langon-Pau) se situe à 16 km vers le sud.
La commune est desservie par la SNCF à la gare de Saint-Macaire sur la ligne Bordeaux - Sète du TER Nouvelle-Aquitaine.

### Risques majeurs
Le territoire de la commune de Saint-Macaire est vulnérable à différents aléas naturels : météorologiques (tempête, orage, neige, grand froid, canicule ou sécheresse), inondations, mouvements de terrains et séisme (sismicité très faible). Un site publié par le BRGM permet d'évaluer simplement et rapidement les risques d'un bien localisé soit par son adresse soit par le numéro de sa parcelle.
Certaines parties du territoire communal sont susceptibles d’être affectées par le risque d’inondation par débordement de cours d'eau, notamment la Garonne, le ruisseau de Grusson et le ruisseau de Brion. La commune a été reconnue en état de catastrophe naturelle au titre des dommages causés par les inondations et coulées de boue survenues en 1982, 1988, 1991, 1995, 1997, 1999, 2009, 2019 et 2021,.
Les mouvements de terrains susceptibles de se produire sur la commune sont des affaissements et effondrements liés aux cavités souterraines (hors mines) et des éboulements, chutes de pierres et de blocs. Par ailleurs, afin de mieux appréhender le risque d’affaissement de terrain, un inventaire national permet de localiser les éventuelles cavités souterraines sur la commune.

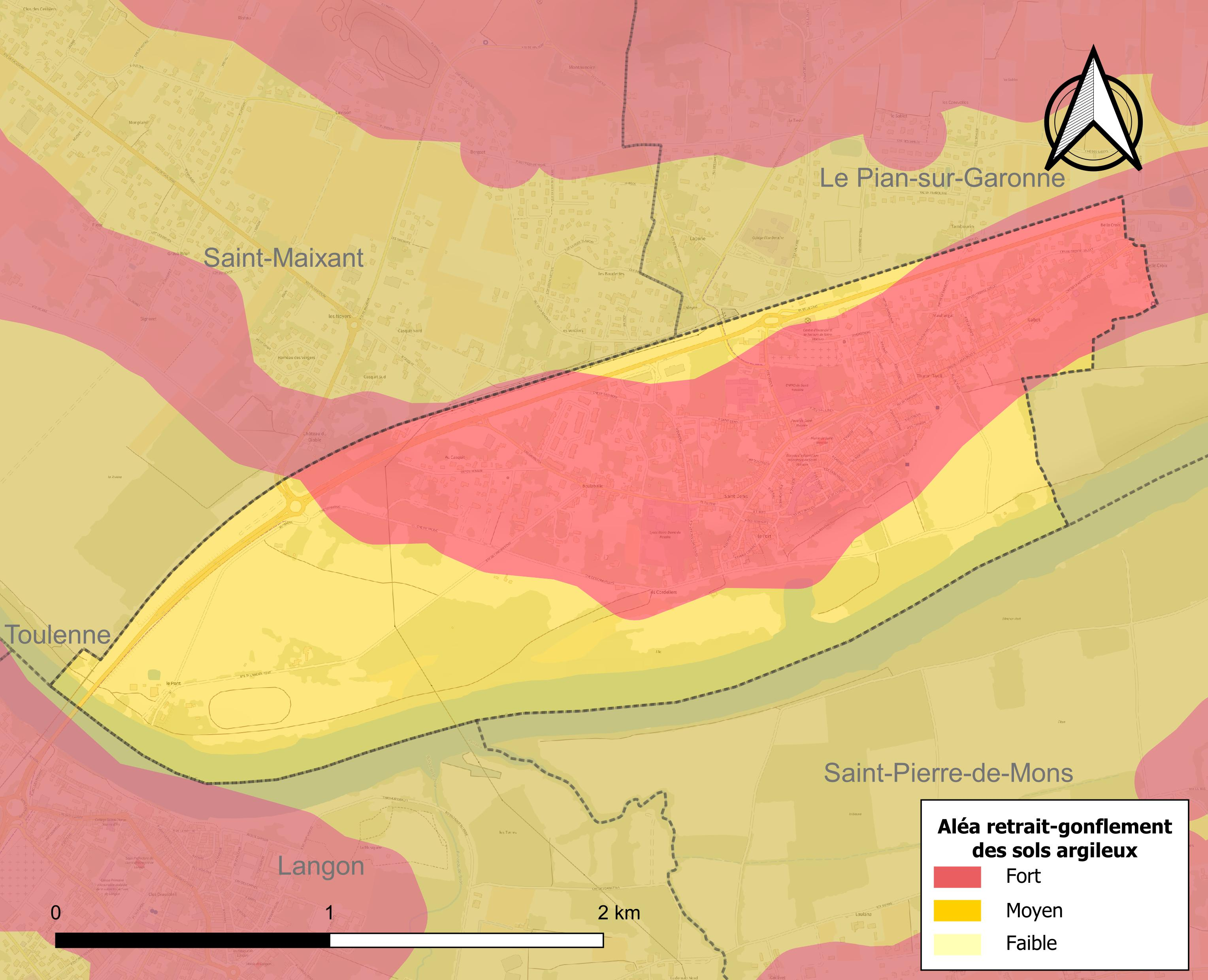
Carte des zones d'aléa retrait-gonflement des sols argileux de Saint-Macaire.

Le retrait-gonflement des sols argileux est susceptible d'engendrer des dommages importants aux bâtiments en cas d’alternance de périodes de sécheresse et de pluie. La totalité de la commune est en aléa moyen ou fort (67,4 % au niveau départemental et 48,5 % au niveau national). Sur les 740 bâtiments dénombrés sur la commune en 2019,  740 sont en aléa moyen ou fort, soit 100 %, à comparer aux 84 % au niveau départemental et 54 % au niveau national. Une cartographie de l'exposition du territoire national au retrait gonflement des sols argileux est disponible sur le site du BRGM,.
Concernant les mouvements de terrains, la commune a été reconnue en état de catastrophe naturelle au titre des dommages causés par la sécheresse en 2003 et par des mouvements de terrain en 1999.

## Toponymie
L'hagiotoponyme de la ville vient du grec Makarios qui signifie « le Bienheureux ». Makarios est un moine qui serait venu évangéliser l'Aquitaine sur ordre de saint Martin de Tours en compagnie de Cassien et de Victor. Il mourut au début du Ve siècle dans la cité de Ligéna, rebaptisée ensuite Saint-Macaire.
- Nom latin : Ligéna, de Aliénigena, la « cité des étrangers »
- Nom gascon : Sent Macari[23]

## Histoire

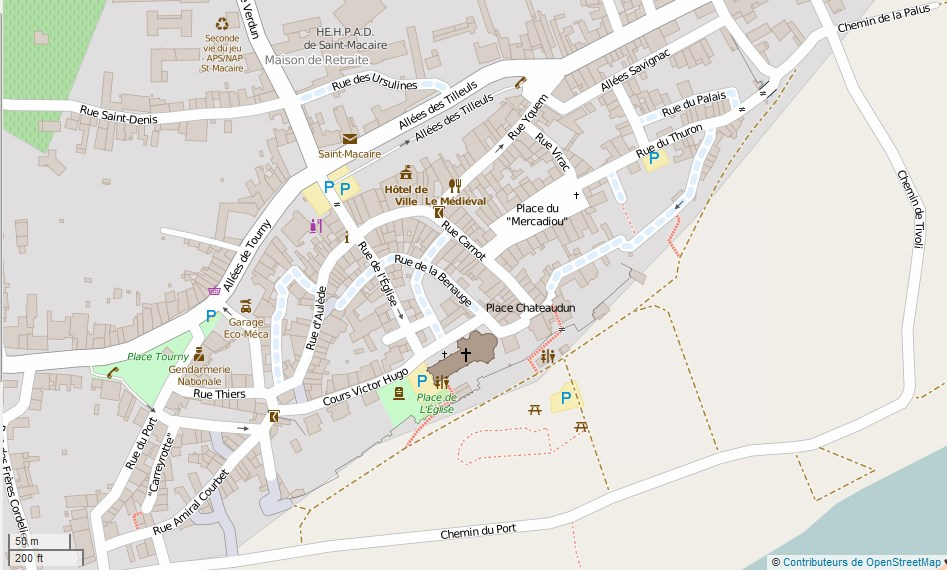
Plan de l'ancienne ville

### Antiquité
Le site de Saint-Macaire a abrité durant l'Antiquité un établissement gallo-romain du nom de Ligena, en lien étroit avec la rive opposée de la Garonne. Mais la nature exacte du site antique demeure incertaine : en dehors du fait que le toponyme de Ligena n'apparaisse pas sur la table de Peutinger (carte recensant toutes les routes de l'Empire romain), aucune découverte archéologique notable ne nous permet de déterminer l'importance ou la configuration de l'habitat gallo-romain.
L'existence de celui-ci est en revanche certain, puisque l'on sait qu'au Ve siècle, Macaire, le moine grec itinérant proche de saint Martin, se fixa à Ligéna avec deux compagnons, Cassien et Victor, où s'élevait une chapelle dédiée à saint Laurent, édifiée par Paulin de Nole. Il y mourut en odeur de sainteté et fut inhumé dans l'église. La dédicace de l'église Saint-Laurent fut changée en Saint-Macaire. Le prieuré que Macaire avait fondé a été par la suite placé sous la dépendance de l'abbaye Sainte-Croix de Bordeaux.

#### Découvertes archéologiques
- François Jouannet et Léo Drouyn ont signalé des mosaïques et des fondations en briques dans le jardin du prieuré où des religieux avaient trouvé antérieurement des vases et des médailles.
- Un niveau antique a été décrit lors des fouilles de 1967 dans la galerie septentrionale, comportant deux absides et des sections de murs orthogonaux en petit appareil avec joints incisés au fer.
- Dans un mur du parapet, place de l'église, en 1911, des pierres de réemploi avec inscriptions auraient été observées.
- Une nécropole mérovingienne a réutilisé ce bâtiment comme en témoignent les trois sarcophages trapézoïdaux avec couvercle en bâtière, exposés dans la galerie sud du cloître[24].
- 1967 : Réhabilitation de la portion du prieuré bénédictin réchappé des destructions du XIXe siècle
- 1971 : Dégagement de l’aile orientale des bâtiments conventuels (J.-M. Billa)
- 1974 : Sondage dans la galerie méridionale du cloître (J.-M. Billa)
- 1975 : Fouille dans la galerie septentrionale attenante à la nef (J.-M. Billa)
- 1977 : Fouille de la galerie orientale (J.-M. Billa)[25].

### La prospérité du Moyen Âge

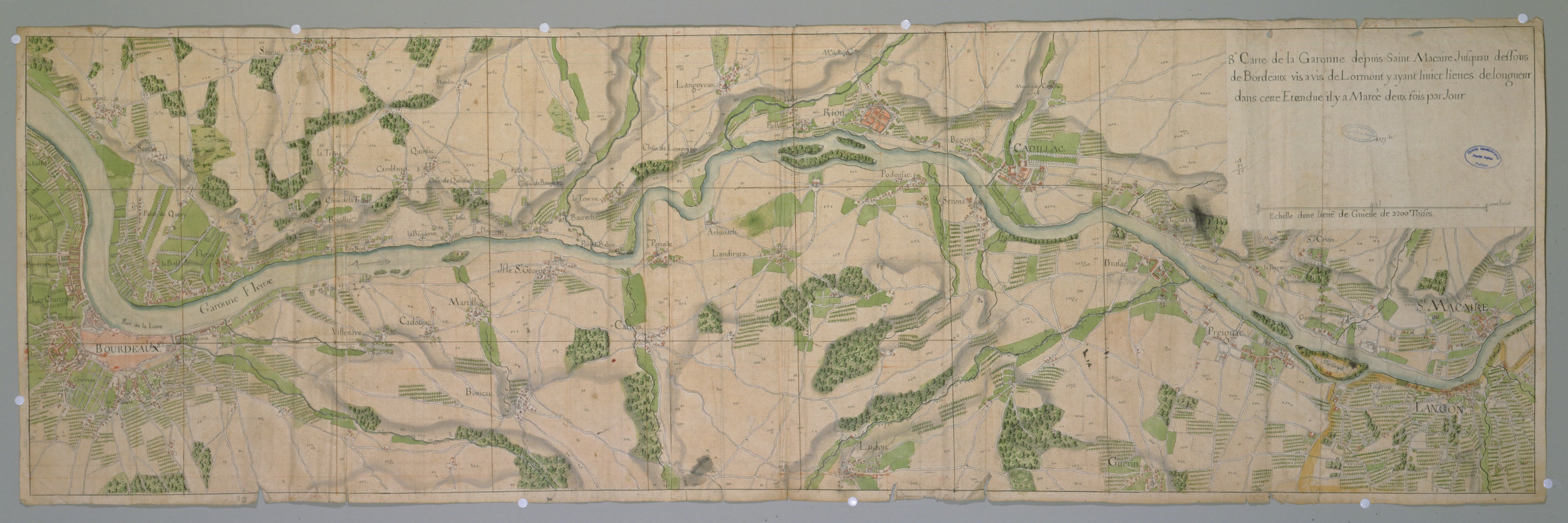
De Saint-Macaire à Bordeaux en 1716, par Hippolyte Mathis

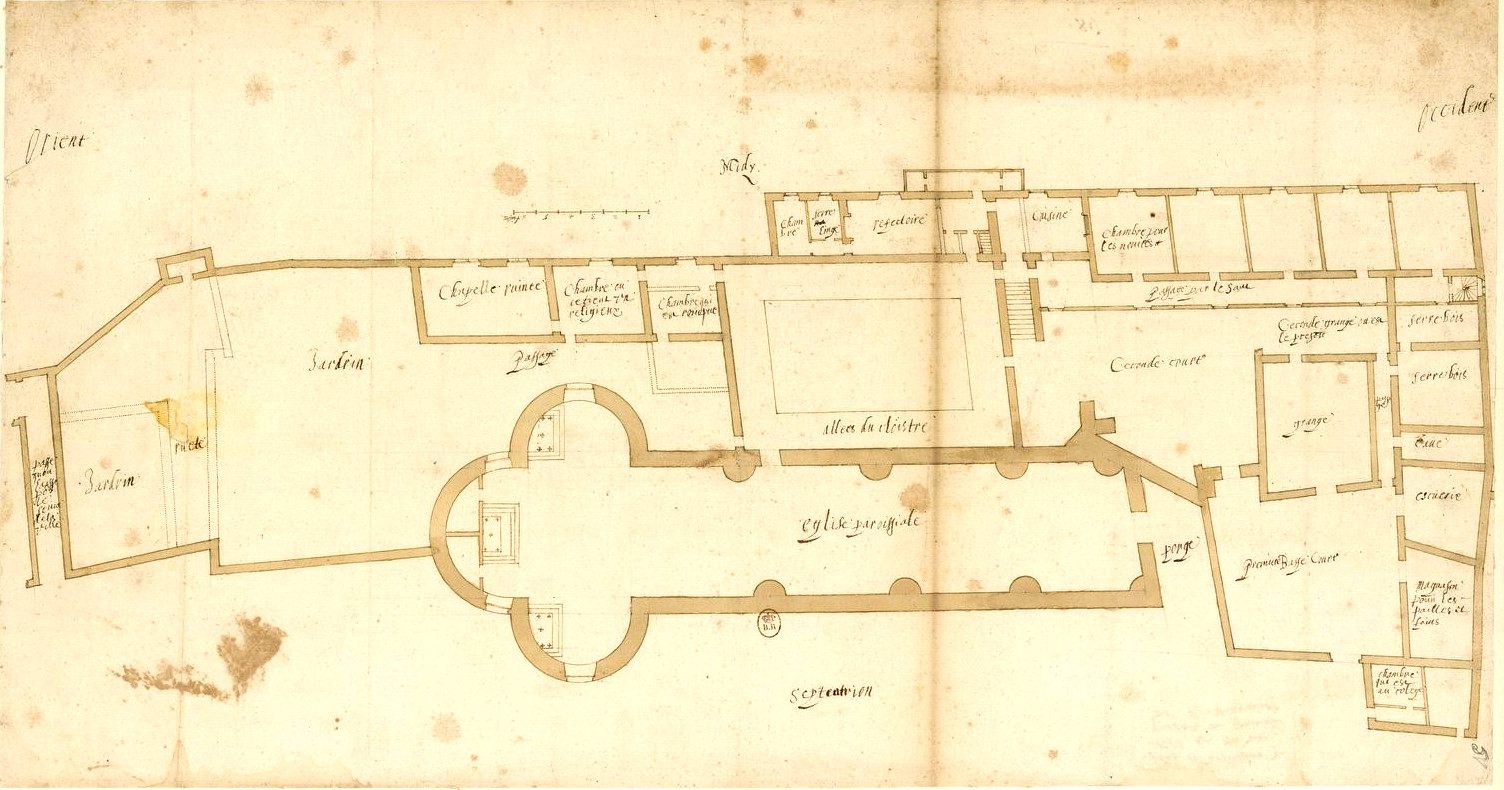
Plan de l'église et du monastère, en 1615

Les sources sur la configuration de l'habitat – si habitat il y eut – sont ensuite quasi inexistantes en ce qui concerne la période du Haut Moyen Âge.
C'est au XIe siècle qu'un bourg semble réellement se développer, grâce à la construction simultanée d'un château fort, sur ordre du duc d'Aquitaine, et d'un prieuré bénédictin. La plus ancienne mention de Saint-Macaire dans les sources écrites date de 1027, dans l'acte de donation du prieuré à l'abbaye Sainte-Croix de Bordeaux par le duc d'Aquitaine. En 1038, une église est édifiée à proximité du prieuré.
Attirée par ces différents éléments polarisateurs (principalement par le prieuré), la population s'agglomère autour d'eux, formant ainsi un habitat groupé de forme semi-hémisphérique.
Située dans une région agricole et en bordure de la Garonne, Saint-Macaire sert à la fois de marché et d'entrepôt pour les productions de son propre territoire agricole et de celui des petites communautés environnantes qui vivent dans son orbite. C'est par là en effet que transitent avant d'être expédiées par voie fluviale vers Bordeaux et les marchés d'exportation.
Saint-Macaire exerce donc une influence sur toutes les communautés rurales de la rive droite qui lui sont contiguës, et fait office de bourg polarisateur, autour duquel se regroupent une dizaine de paroisses.
Grâce à la Garonne, principal axe de communication et voie de commerce durant tout le Moyen Âge, Saint-Macaire connaît une expansion sans précédent, d'autant plus qu'elle bénéficie du convoité « privilège des vins » (droits péagers sur le vin cadurcien[réf. nécessaire]). Enrichie et embellie, la ville, désormais dotée de remparts, devient une véritable cité marchande, comptant plus de 5 000 habitants et surclassant sans difficulté le bourg voisin de Langon, située sur la rive gauche du fleuve. D’après l'historien M. Bochaca, la ville fut érigée en commune vers 1323-1324. Elle avait néanmoins auparavant entretenu des rapports attestés avec le roi-duc, comme en 1294 lorsqu’Édouard Ier avait demandé par lettres aux représentants des communautés de Guyenne de la soutenir face au roi de France lors de la commise de celle-ci. Deux érudits locaux du XIXe siècle, R. Guinodie et D.A. Virac s’accorde à écrire que Saint-Macaire possédait un maire dès 1273, dont le nom serait apparu comme témoin dans un acte d’Édouard Ier concernant Libourne, lequel document mentionne certes un macarien mais sans préciser son éventuelle fonction,. Il est donc difficile de dater précisément le moment où la ville devint commune.
Par la suite, Saint-Macaire devient « ville royale d'Angleterre » (1341). C'est donc sous protectorat anglais que Saint-Macaire connaît aux XIIIe et XIVe siècles sa plus grande période de prospérité.
Située à la frontière des deux obédiences (anglaise et française), Saint-Macaire subit de plein fouet les ravages de la guerre de Cent Ans. Elle fut ainsi assiégée et prise par le duc d'Anjou en 1377, puis par l'armée bordelaise, d'obédience anglaise, en 1420 pour revenir dans le giron français à la fin de la guerre de Cent Ans (1453).
En 1461, la ville célébra le mariage entre le fils de Gaston IV de Foix-Grailly et Madeleine de France, la sœur de Louis XI ; le roi lui-même fut présent aux noces. En avril 1462, Louis XI confirma les libertés, les coutumes et les franchises de la commune, accordées par ses prédécesseurs.

### Le déclin des temps modernes

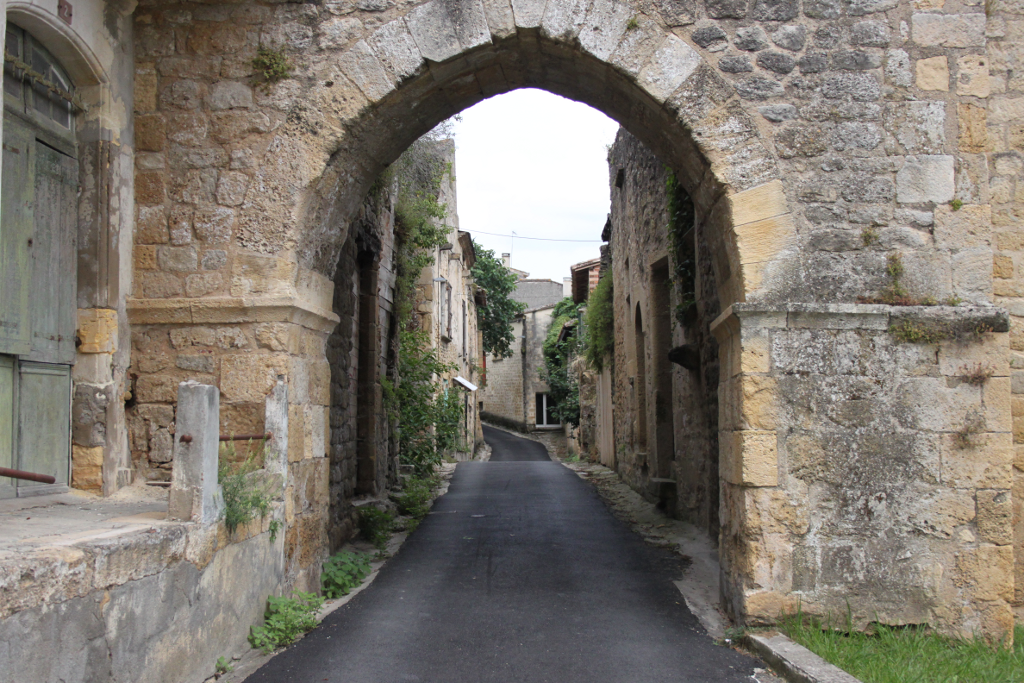
Rue Amiral-Courbet

Si le Moyen Âge fut florissant pour Saint-Macaire, l'époque moderne lui est en revanche bien moins favorable.
La cité doit d'abord subir les affres des guerres de religion. En 1562, elle tombe ainsi aux mains du sire de Duras qui met à sac les établissements religieux.
Le 30 octobre 1545, Charles de Coucis, chevalier de l'Ordre, lieutenant général du roi en Guyenne, reçoit le revenu de la terre de Saint-Macaire que François Ier lui avait donnée sa vie durant. Le 23 octobre 1547, le roi lui renouvelle ce don (AN. site en ligne Archives virtuelles "Charles de Coucis", série Inventaire, cotes 1547, 1551, 109AP/1).
Le 14 août 1574, autorisation est donnée aux jurats de Saint-Macaire de lever sur les habitants la somme de 280 livres pour acheter de l'artillerie et de la poudre.
En 1575, Guy de Montferrand, seigneur de Langoiran, et Favas, tentent de prendre la ville (catholique) par surprise, par la Garonne.
En 1577 en revanche, la ville résiste héroïquement à l'assaut mené par Favas pour le compte du roi de Navarre.
Presque un siècle plus tard, en réaction à la Fronde, le duc d'Épernon s'empare de Saint-Macaire (1649), dont le château-fort est démantelé.
La situation se détériore également sur le plan économique. Durant la Renaissance, la prospérité commerçante demeure bien réelle, comme en témoignent aujourd'hui les nombreuses maisons marchandes conservées dans la vieille ville. Mais à partir du XVIIe siècle, le lit de la Garonne se déplace sensiblement vers le sud, et n'arrose plus la ville : en 1658, la jurade est obligée de déplacer le port du quartier du Thuron (à l'est) au faubourg Rendesse (à l'ouest). Mais rien n'y fait et l'activité portuaire de Saint-Macaire périclite peu à peu.

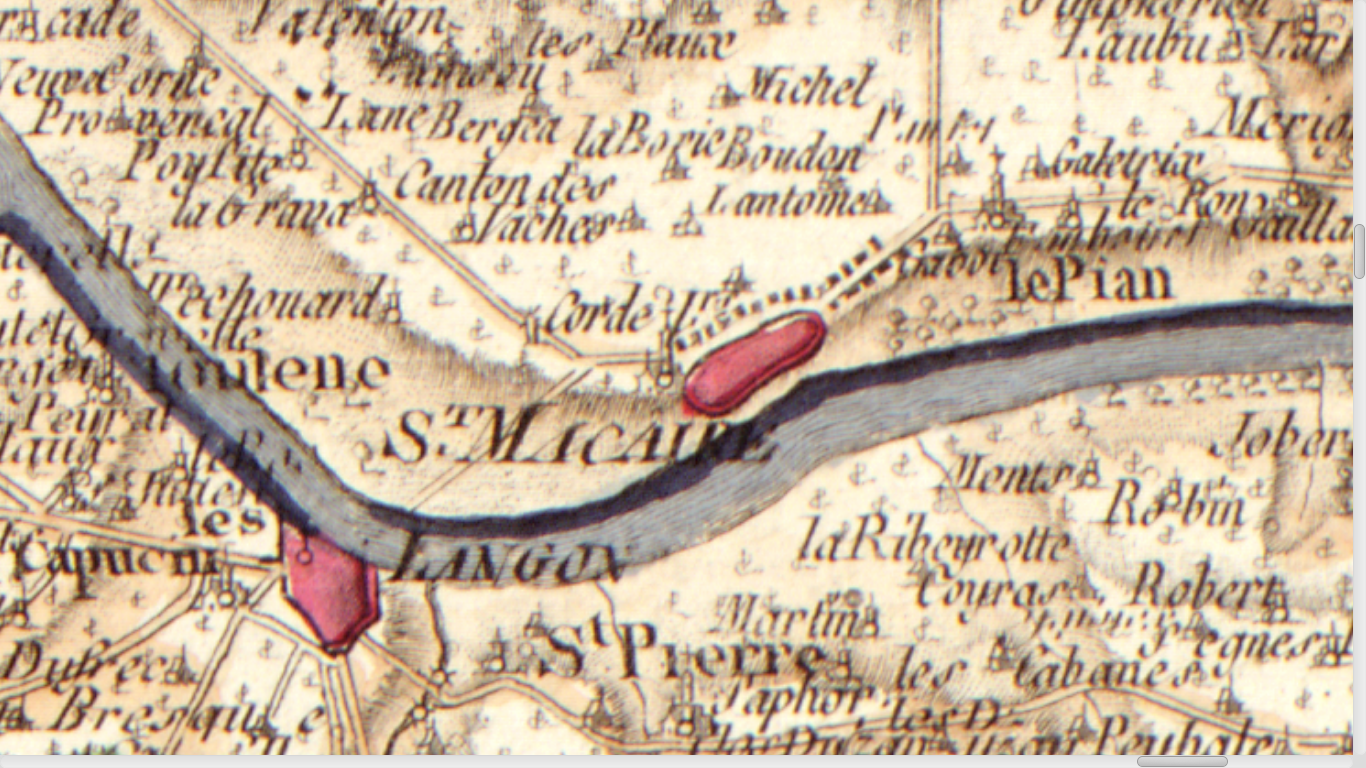
Carte de Cassini, 1756

Attirés par Bordeaux, que le développement du commerce triangulaire rend bien plus attractif que le déclin du port macarien, la quasi-totalité des bourgeois de la ville quittent Saint-Macaire, ce qui ne fait qu'atténuer encore davantage le dynamisme de la ville.
À la Révolution, la paroisse Saint-Martin (dénommée Saint-Sauveur jusqu'en 1736) de Saint-Macaire forme la commune de Saint-Macaire. La commune de Saint-Macaire est agrandie par la réunion d'une partie de la section sud-ouest de la commune du Pian-sur-Garonne et d'une partie de la section est de la commune de Saint-Maixant.
À la fin du XVIIIe siècle, Saint-Macaire est désormais devenu un pôle artisanal. La ville semble connaître un regain d'activité, d'abord grâce à l'industrie de la pierre. Pour extraire de la pierre, de véritables carrières sont creusées dans le rocher soutenant la ville, et l'on en vient même à démanteler plusieurs monuments du bourg (notamment les remparts et le donjon du château). Les pierres ainsi obtenues sont ensuite vendues à Bordeaux, principalement, pour la construction de nouveaux bâtiments urbains (le Pont de Pierre de Bordeaux est ainsi construit en partie avec des pierres macariennes). Cependant, l'activité finit par s'estomper, d'une part parce que les carrières creusées sous la ville sont trop profondes et menacent d'effondrement plusieurs habitations, d'autre part parce que le démantèlement des monuments macariens finit par être interdit par la préfecture (1876).

### L'époque contemporaine, entre essoufflement et renouveau

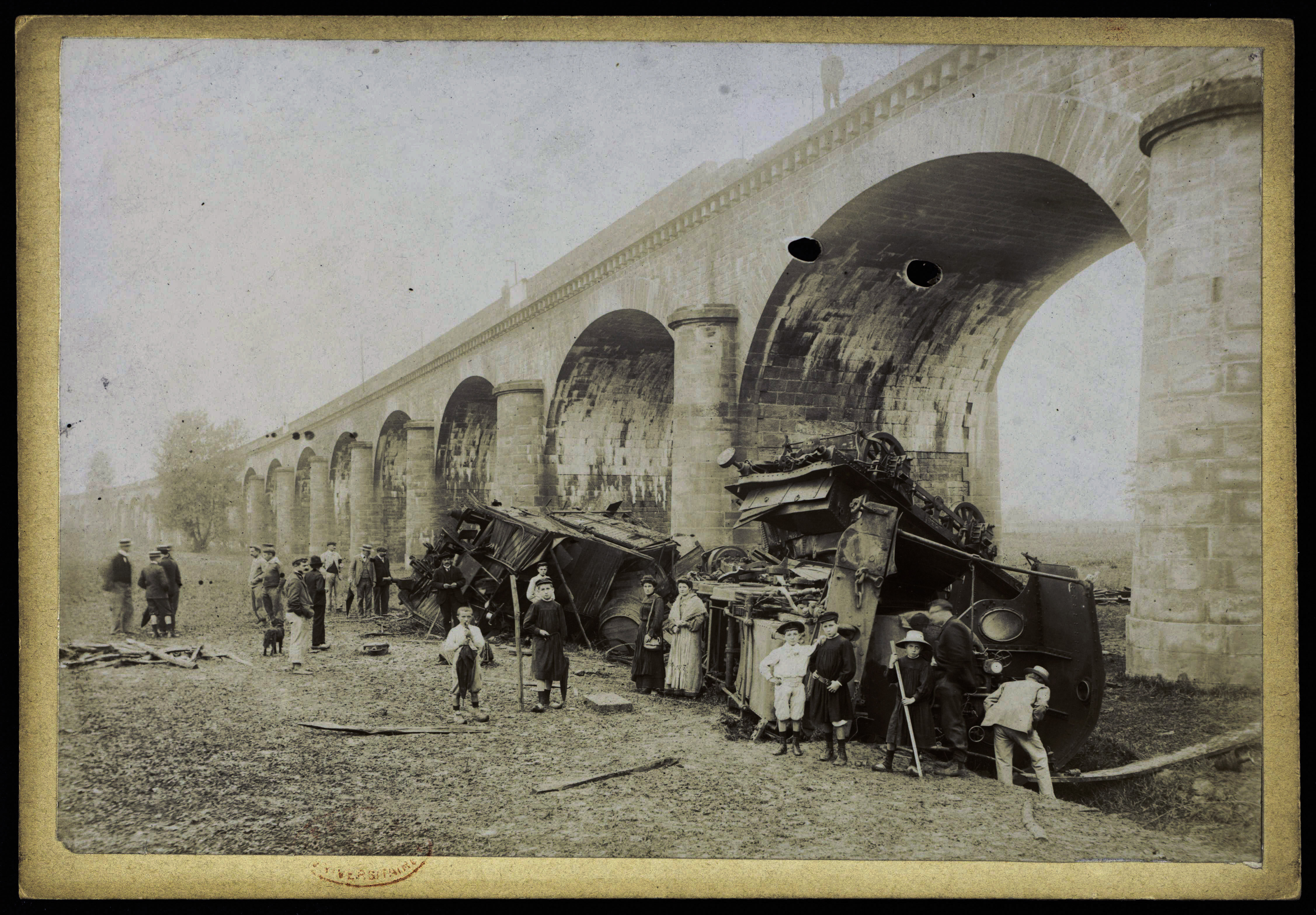
Accident du 24 septembre 1905 sur le viaduc Langon-St-Macaire.

Au XIXe siècle se développe alors la tonnellerie, principale activité artisanale de la ville, dont vit Saint-Macaire jusqu'aux lendemains de la Première Guerre mondiale.
En 1906, une grève de l'industrie tonnelière, générale à toute la Gironde, entraîne à Saint-Macaire (qui abrite le deuxième plus important syndicat ouvrier du département après Bordeaux) un véritable « blocus » de la ville par les artisans tonneliers. Le conflit, comme sa résolution violente (intervention de la police), marque définitivement le déchirement entre patrons et ouvriers, de même que le déclin progressif mais irrémédiable de l'activité tonnelière.
Au sortir de la Seconde Guerre mondiale, Saint-Macaire n'est plus qu'une agglomération secondaire, dont la population ne cesse de diminuer, et qui ne peut rivaliser avec le dynamisme langonnais.
Dans les années 1980, la politique municipale, en parallèle à Histoire et tourisme  (association bénévole créée en 1965, et rebaptisée depuis Mouvement pour la Sauvegarde et la Rénovation de Saint-Macaire), a pour objectif la revalorisation de la ville à travers son patrimoine historique et la réhabilitation de ses quartiers médiévaux.
Chef-lieu de canton doté d'une gendarmerie, d'un centre de secours, d'un groupe scolaire (ainsi que d'un collège, sur la commune voisine du Pian), d'un bureau de poste, d'un hôtel et de plusieurs restaurants, Saint-Macaire peut aujourd'hui être raisonnablement considérée d'un point de vue économique comme une véritable ville. Sur le plan démographique, les différences des recensements de l'INSEE entre 1999 et 2008 témoignent d'un regain assez net de la population (+ 2,95 %), qui devrait être davantage accentué par la création à la sortie est de la ville de deux nouveaux lotissements.

## Politique et administration
À partir des élections municipales de 1896, les socialistes entrent dans la municipalité de Saint-Macaire, ainsi qu'à Bègles et Cenon.

### Liste des maires
| Période      | Période                   | Identité                | Étiquette            | Qualité                                                      |
| ------------ | ------------------------- | ----------------------- | -------------------- | ------------------------------------------------------------ |
| octobre 1947 | mars 1965                 | Jean Thomas (1899-1981) | SFIO                 | Mécanicien Conseiller général de Saint-Macaire (1945 → 1949) |
| mars 1965    | mars 1983                 | Jean-François Poutays   | CNI-Mod.             | Employé Conseiller général de Saint-Macaire (1967 → 1979)    |
| mars 1983    | mars 2008                 | Jean-Marie Billa        | PS puis MDC puis MRC | Architecte et enseignant                                     |
| mars 2008    | mai 2020                  | Philippe Patanchon      | DVG                  | Professeur d’histoire Vice-président de la CC du Sud Gironde |
| mai 2020     | En cours (au 23 mai 2020) | Cédric Gerbeau          | DVG                  | Artisan peintre                                              |

## Population et société

### Démographie
Ses habitants sont appelés les Macariens.
L'évolution du nombre d'habitants est connue à travers les recensements de la population effectués dans la commune depuis 1793. Pour les communes de moins de 10 000 habitants, une enquête de recensement portant sur toute la population est réalisée tous les cinq ans, les populations de référence des années intermédiaires étant quant à elles estimées par interpolation ou extrapolation. Pour la commune, le premier recensement exhaustif entrant dans le cadre du nouveau dispositif a été réalisé en 2006.

En 2022, la commune comptait 2 000 habitants, en évolution de −4,21 % par rapport à 2016 (Gironde : +6,91 %, France hors Mayotte : +2,11 %).
| 1793  | 1800  | 1806  | 1821  | 1831  | 1836  | 1841  | 1846  | 1851  |
| ----- | ----- | ----- | ----- | ----- | ----- | ----- | ----- | ----- |
| 1 750 | 1 483 | 1 543 | 1 494 | 1 582 | 1 535 | 1 513 | 1 504 | 1 467 |

| 1856  | 1861  | 1866  | 1872  | 1876  | 1881  | 1886  | 1891  | 1896  |
| ----- | ----- | ----- | ----- | ----- | ----- | ----- | ----- | ----- |
| 1 448 | 1 381 | 2 165 | 2 218 | 2 252 | 2 023 | 2 170 | 2 249 | 2 283 |

| 1901  | 1906  | 1911  | 1921  | 1926  | 1931  | 1936  | 1946  | 1954  |
| ----- | ----- | ----- | ----- | ----- | ----- | ----- | ----- | ----- |
| 2 199 | 2 152 | 2 037 | 1 812 | 1 737 | 1 705 | 1 636 | 1 505 | 1 618 |

| 1962  | 1968  | 1975  | 1982  | 1990  | 1999  | 2006  | 2011  | 2016  |
| ----- | ----- | ----- | ----- | ----- | ----- | ----- | ----- | ----- |
| 1 636 | 1 767 | 1 679 | 1 587 | 1 459 | 1 541 | 1 670 | 2 007 | 2 088 |

| 2021  | 2022  | - | - | - | - | - | - | - |
| ----- | ----- | - | - | - | - | - | - | - |
| 2 017 | 2 000 | - | - | - | - | - | - | - |

### Manifestations culturelles et festivités
- Cinésites : chaque année, au mois de juillet, Saint-Macaire organise une séance de cinéma gratuite en plein-air dans le cadre du festival Cinésites, dont le but est d'associer un film à un site patrimonial. Saint-Macaire participe au festival depuis ses débuts, en 1993.
- La Balade nocturne : chaque année, durant l'une des premières nuits du mois d'août, Saint-Macaire organise une visite de la vieille ville, éclairée seulement par des flambeaux distribués aux participants. Cette manifestation a pour but de faire découvrir le patrimoine de la ville d'une façon originale.
- Les Journées médiévales du Dropt : chaque année depuis l'an 2000, le dernier week-end du mois d'août, Saint-Macaire accueille une fête médiévale, qui propose plusieurs activités (défilés costumés, jeux, concours, marché artisan, banquet, bal). Cette fête clôt la série des Journées médiévales du Dropt, qui se déroulent durant tout l'été dans chacune des villes longeant la vallée du Dropt.
- La Nuit du patrimoine : dans le cadre des journées européennes du patrimoine (mi-septembre), Saint-Macaire organise une visite guidée de la vieille ville, dont les rues sont traditionnellement éclairées par des milliers de bougies. Saint-Macaire, qui participe à cette manifestation depuis sa création (en 1989), est l'une des rares villes de France à ouvrir ses portes la nuit (avec entre autres Bordeaux, Bayonne ou Nancy).

## Économie
- L'activité viticole, principale activité agricole de la commune, produit du vin blanc (secs, moelleux et liquoreux) d'appellation contrôlée « Côtes-de-bordeaux-saint-macaire ».

## Lieux et monuments
- Église Saint-Sauveur-et-Saint-Martin (XIIe-XVIIe siècles)

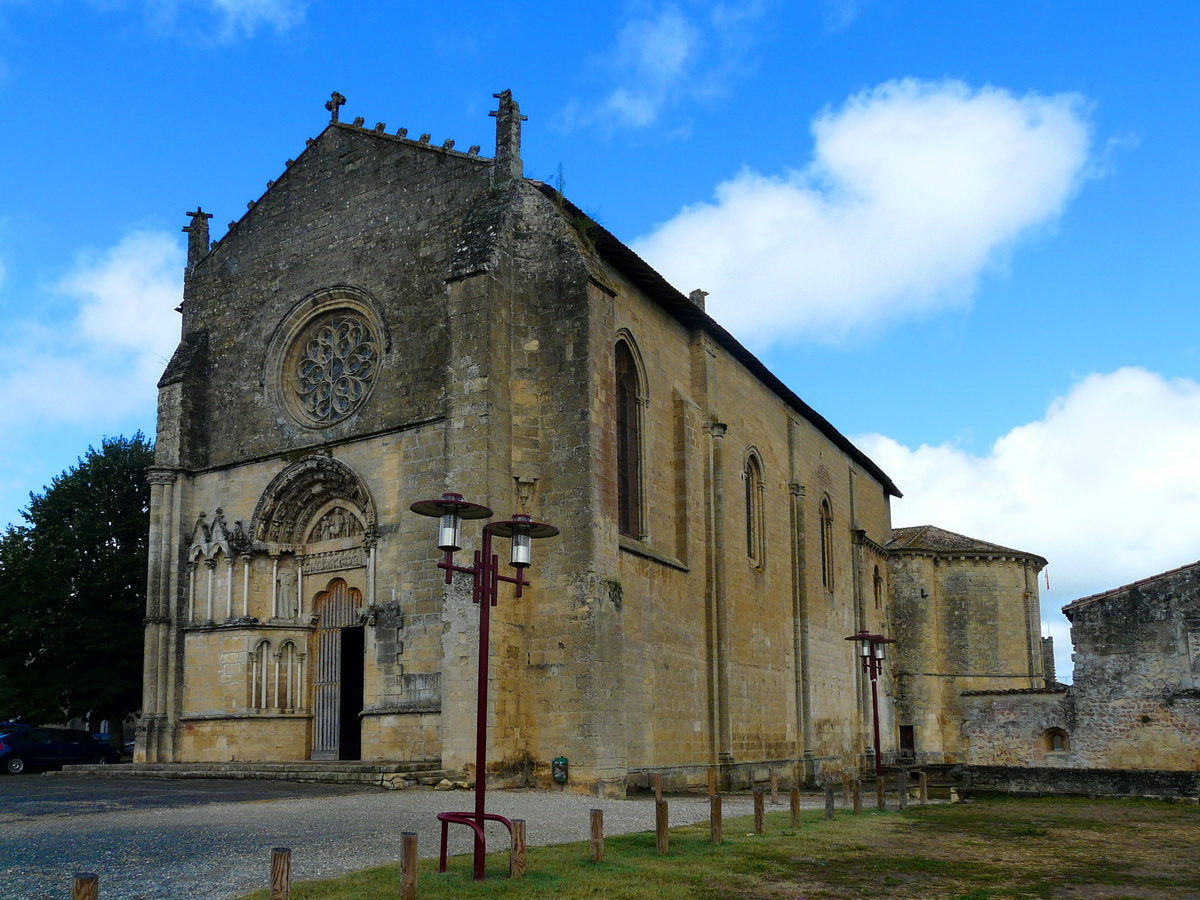

Église paroissiale (et anciennement prieurale), construite en pierre de taille calcaire. Elle a été édifiée à l’emplacement de la chapelle Saint-Laurent érigée par Paulin de Nole.
Construite en pierre calcaire, elle présente l'originalité de posséder une nef romane et un mode de couvrement gothique. Cette association des deux styles architecturaux résulte du retard pris par le chantier : entamé durant la période romane (une pierre de consécration datant de 1040 est remployée dans les murs de la nef), il s'acheva alors que la mode était passée au gothique.
L’église possède un portail en bois sculpté (XIIIe siècle) ainsi que de nombreuses peintures murales très fournies (XIVe et XVe siècles).
Elle fut restaurée au XIXe siècle.
- Cloître Saint-Sauveur (XIIe et XVe siècles)

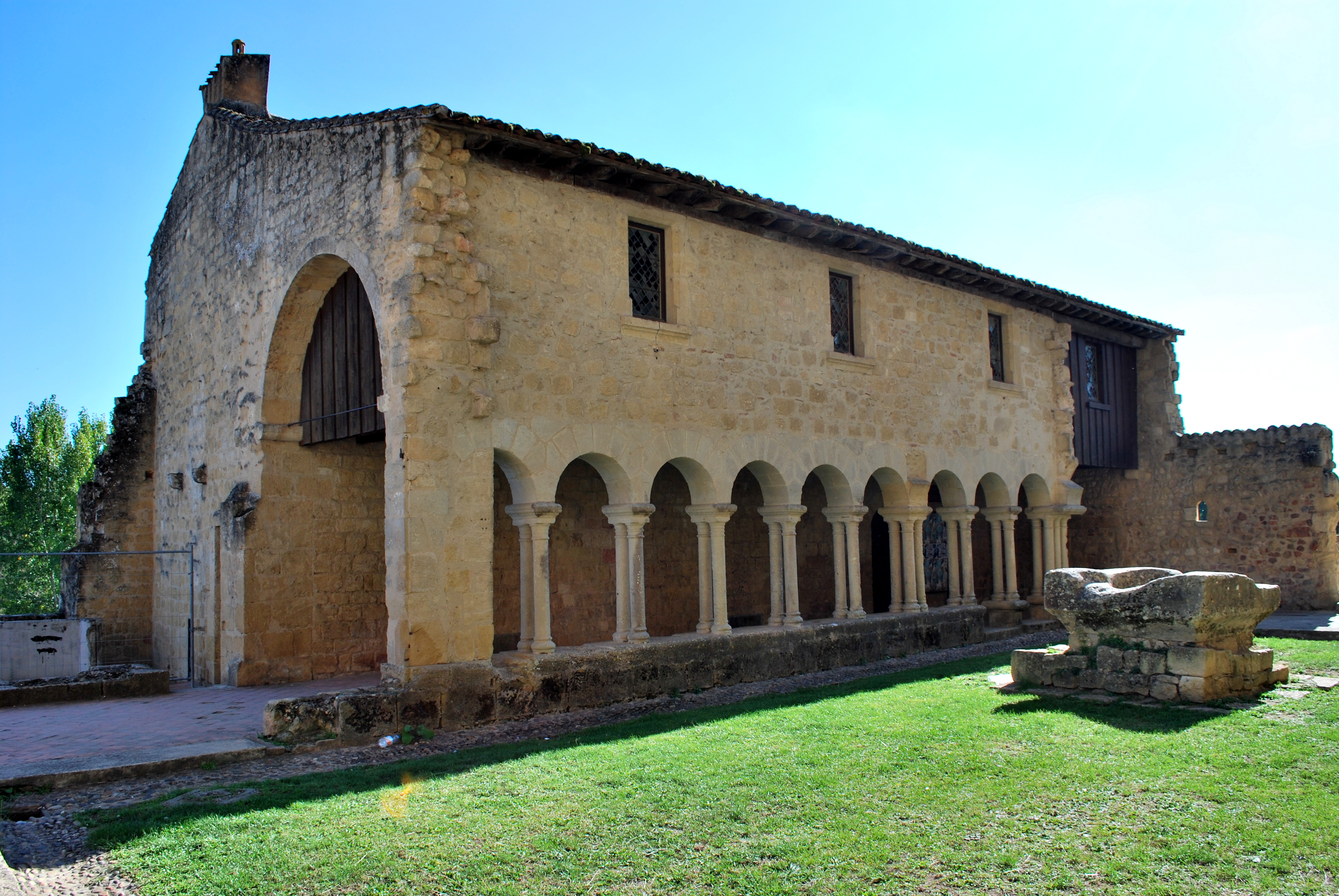

Principal pôle d'attraction de l’habitat, le prieuré bénédictin, construit en calcaire, a partiellement disparu : du bâtiment médiéval, il ne reste aujourd’hui que le cloître et l’aile méridionale. Restaurée bénévolement en 1963, celle-ci abritait le réfectoire, les cellules supérieures et les celliers inférieurs. Appuyé sur le rempart lui-même, au bord du rocher, le prieuré fut érigé sur un monastère antérieur et sur les vestiges d’un établissement gallo-romain.
- Portes et remparts (XIIIe-XIVe siècles)

Grâce à la prospérité économique du bourg à partir du XIIe siècle, Saint-Macaire put se doter de puissants éléments de fortification.
Aujourd'hui, plusieurs pans de remparts (XIIIe siècle) sont très bien conservés, notamment au pied de l'église et du prieuré (au niveau duquel la muraille fut doublée), ainsi que le long du faubourg Rendesse où la courtine est conservée dans son intégralité, à l'exception des tours et du fossé.

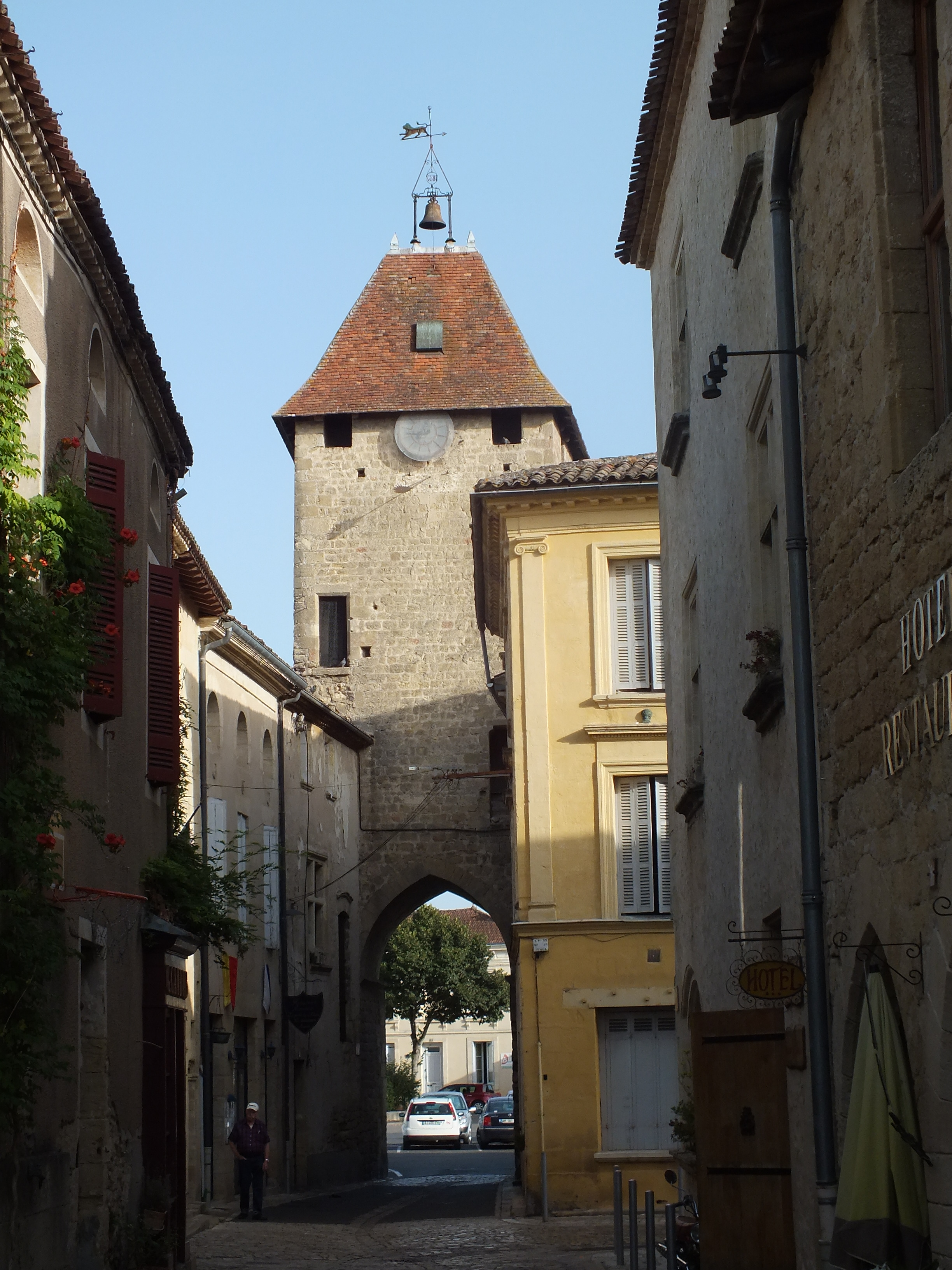
Porte de Benauge.

- Au nord, s'élève la Porte de Benauge (XIIIe siècle), principale porte d'accès à la vieille ville. Son nom provient du comte de Benauges, suzerain de la ville avant que celle-ci ne devienne une commune, et vers les terres duquel est orientée la porte.

Symbole de l'autonomie du corps municipal (la première maison commune s'appuyait sur son flanc), la porte de Benauge devint peu à peu celle de la ville entière.
- À la sortie du faubourg est, la Porte du Thuron (XIVe siècle), dotée d’une barbacane, protégeait le premier port de Saint-Macaire, ainsi que la rue qui le reliait à la place du marché. Un lavoir est installé en contrebas de la porte, à droite.

- À l'opposé, au faubourg ouest, la Porte Rendesse (XIVe siècle) a gardé intact son aspect d'origine. Au XVIIe siècle, c'est à son pied qu'est installé le nouveau port.

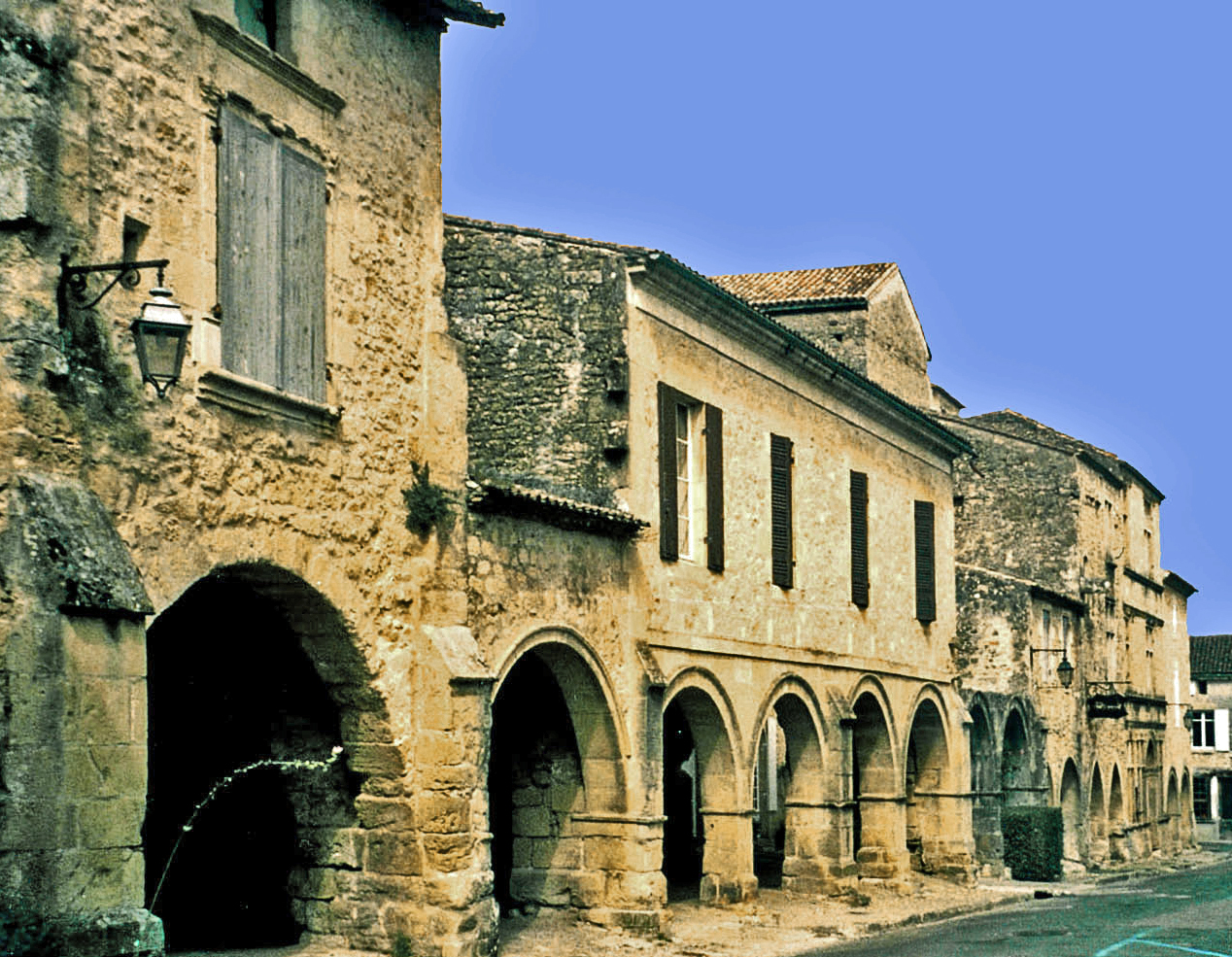

- Place du Mercadiou (XIIIe et XIVe siècles)

La place du marché (mercadiou en gascon) constitue le principal pôle laïc de la cité médiévale. De forme trapézoïdale, vaste de 1 500 m2, elle est encadrée par des arcades jumelées s’ouvrant au pied des maisons sur de véritables rues couvertes (qui au Moyen Âge abritaient les étals des marchands).
- Maisons (du XIIIe au XVIIe siècle)

La vieille ville possède encore de très nombreuses maisons médiévales, principalement des maisons de marchands. Bien conservées, elles sont chronologiquement réparties en deux groupes : celles datant des XIIIe et XIVe siècles (parmi lesquelles la maison Messidan, qui possède une cave voûtée exceptionnelle, dotée de deux piles axiales octogonales, à la manière d’une salle capitulaire), et celles datant des XVIe et XVIIe siècles (garnies de nombreuses fenêtres à meneaux) comme la demeure d'Ysabeau de Gassies reconstruite au XVIe siècle et qui présente d'intéressants éléments architecturaux tels que tour avec escalier à vis, cheminées d'époque, fenêtres à meneaux.
Maison, rue Carnot ; Maison à baies géminées trilobées
- Château de Tardes (XIIIe et XVIe siècles)

Surnommé « Château de Tardes » en raison d'une tour crénelée datant du XIXe siècle, il s'agit d'une maison forte médiévale (transformée en hôtel particulier à la Renaissance) comprenant jusqu'à 5 étages. Le bâtiment est doté d’une tour de desserte des niveaux qui débouche sur la cour intérieure.
- Relais de poste Henri IV (XVIe siècle)

Riche demeure située place du marché, et utilisée comme relais de poste. Elle bénéficie pour cela d’une cour intérieure dotée en son fond d'écuries. Dotée d'une tour polygonale qui renferme un escalier à vis, elle fut aménagée au XXe siècle en musée régional de la Poste. La légende veut que Henri IV soit passé dans cette demeure.
Maison attenante au Relais Henri IV, est et Maison attenante au Relais Henri IV, ouest
- Couvent des Ursulines (XVIIe siècle)

Face à la porte de la Benauge, un cimetière hors-les-murs était accompagné d'une chapelle Saint-Michel (XIVe siècle). Pillée par les huguenots, elle fut restaurée et agrandie par les ursulines, lorsque celles-ci ouvrirent un couvent à proximité (1626).
Fermé à la Révolution, le couvent a été transformé de nos jours en maison de retraite.
- Rue du Port-Nava (XVIIIe siècle)

Rue pavée conduisant du monastère au premier port de la ville. Son pavement en calcaire, doté d'un caniveau central, devait faciliter le transit des charrettes. Une intersection sur la droite de la rue permet de descendre au lavoir dit de la Barrette.
- Le port (1863)

Troisième et dernier port macarien, le seul subsistant encore aujourd'hui. Il se présente sous la forme d'un quai pavé, le long de la Garonne, à 250 mètres au sud de la ville. Il fut abandonné au début du XXe siècle.
- Théâtre de la Nature (1925)

Kiosque à musique néo-classique, érigé en béton armé sur une place de la ville neuve. Il fut édifié pour répondre à la vitalité des activités musicales à Saint-Macaire durant les XIXe-XXe siècles.
- Les Grottes (v. 1930)

Galeries souterraines creusées dans le rocher soutenant la ville, lors des travaux d'extraction de la pierre, aux XVIIIe-XIXe siècles.
Au début du XXe siècle, ces carrières furent réaménagées en un lieu de plaisir baptisé la « Guinguette des Grottes », et une esplanade de style néo-médiéval y fut annexée. Sauf manifestation exceptionnelle, les Grottes sont aujourd’hui fermées au public.

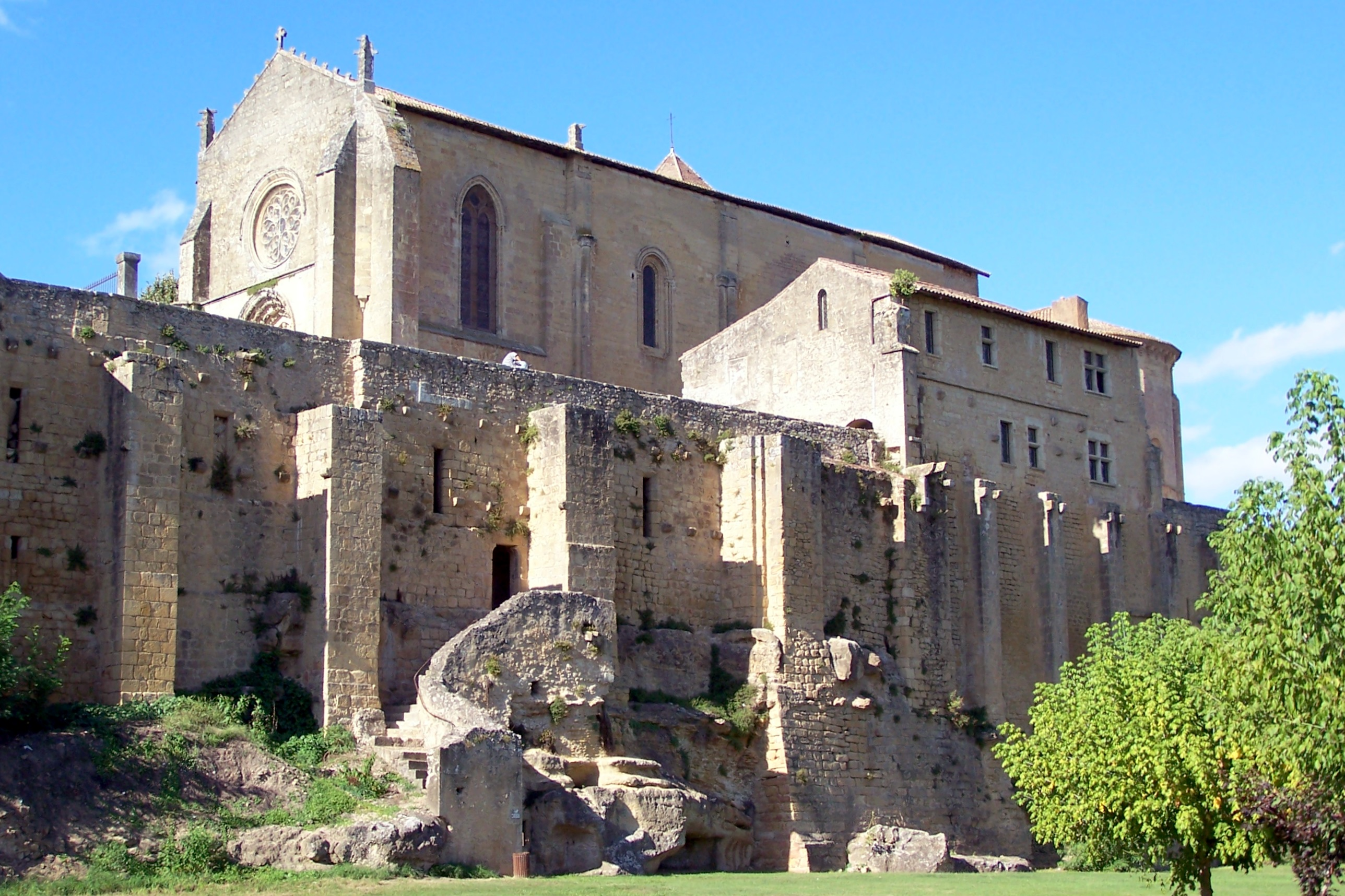
Les remparts, l'église Saint-Sauveur et le cloître.
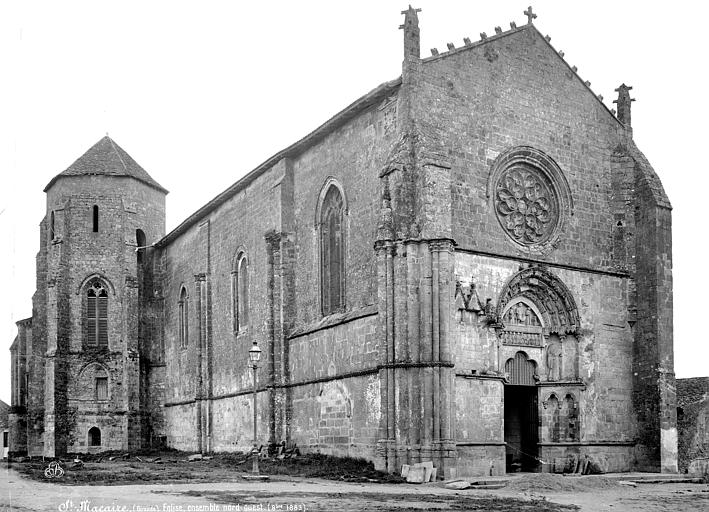
Église Saint-Sauveur (cliché Mieusement, oct. 1883).
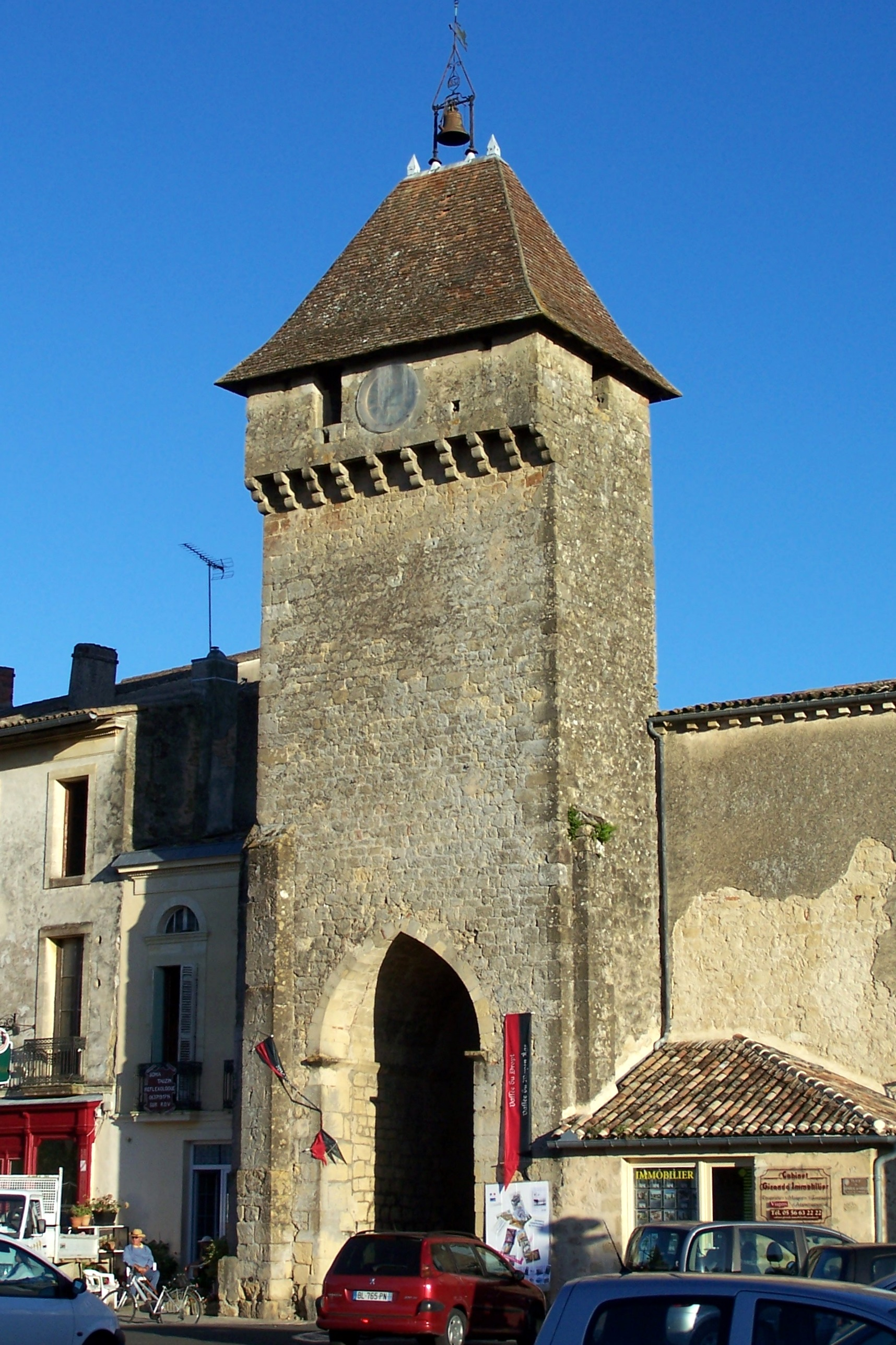
La porte de Benauge hors murs.
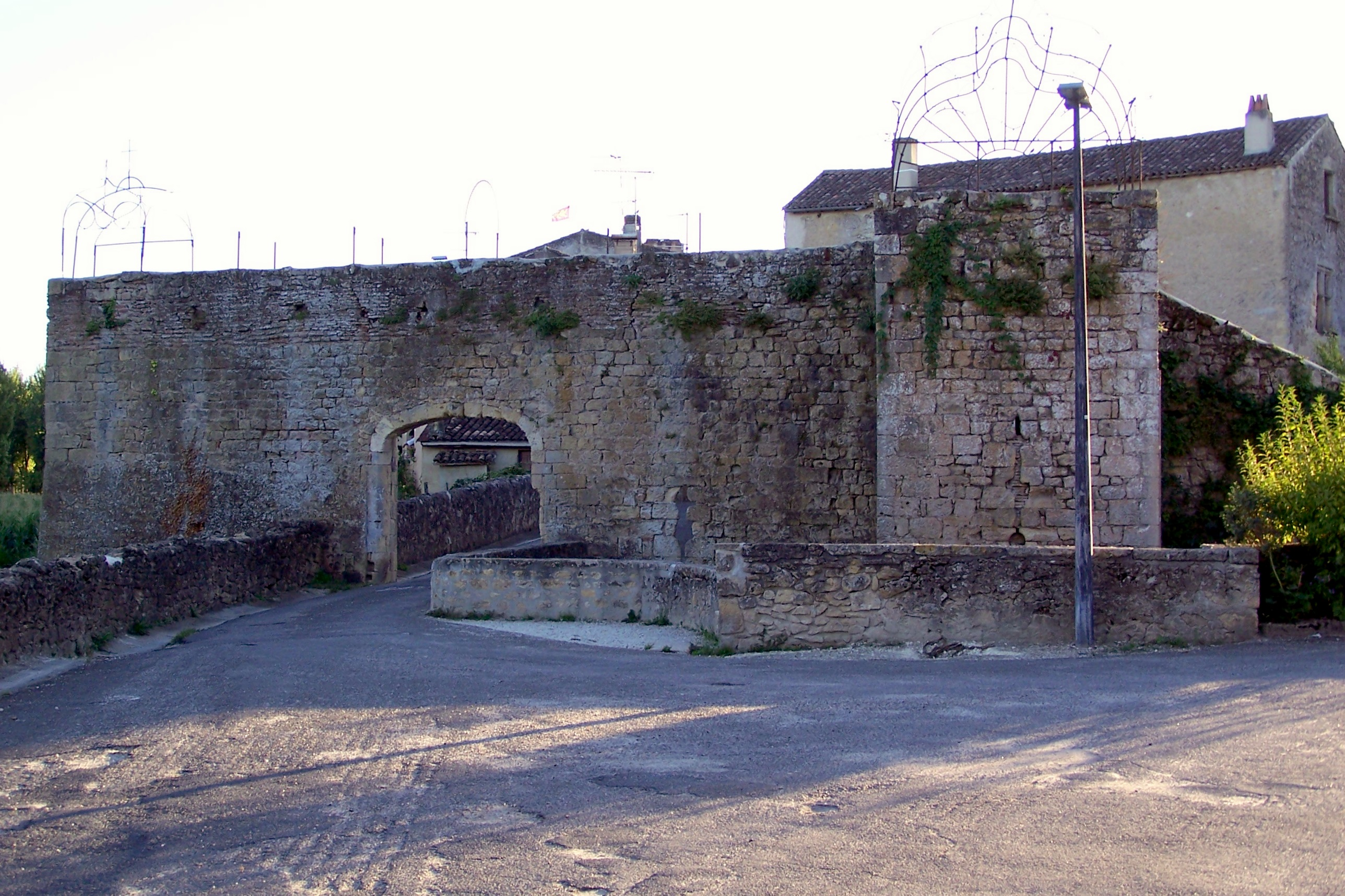
La porte Thuron.
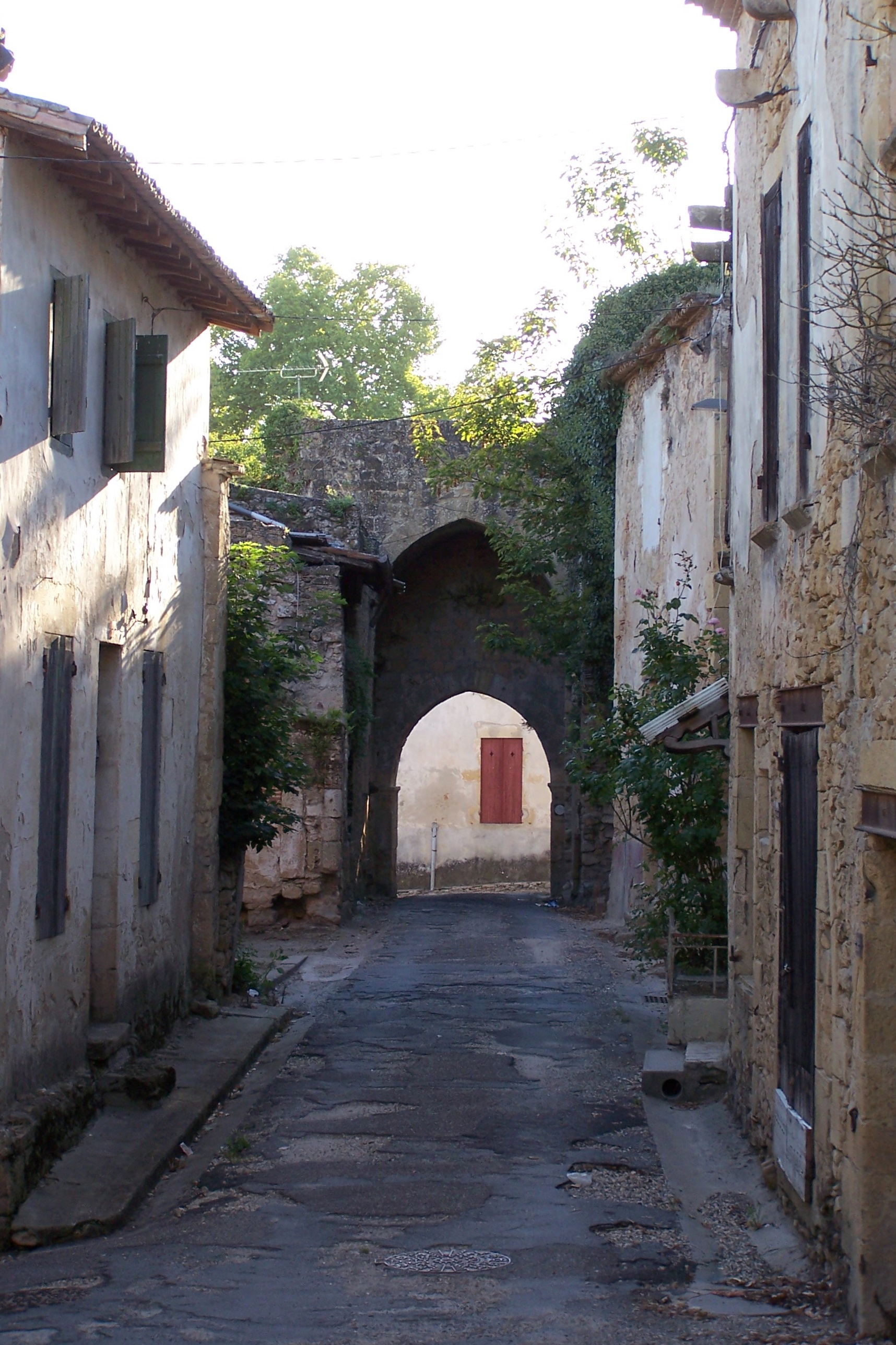
La porte Rendesse.
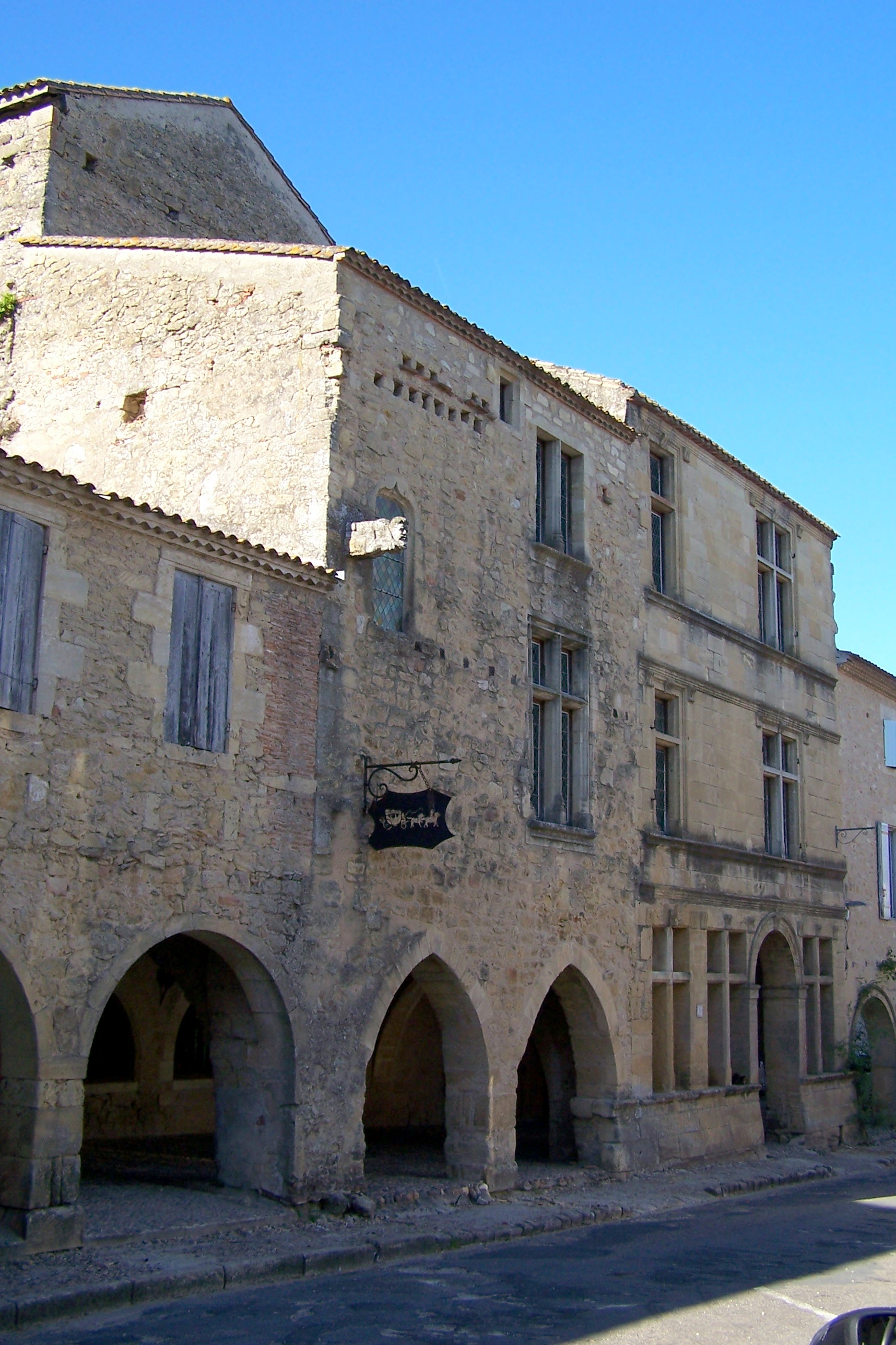
Le relais Henri IV, place du Mercadiou.
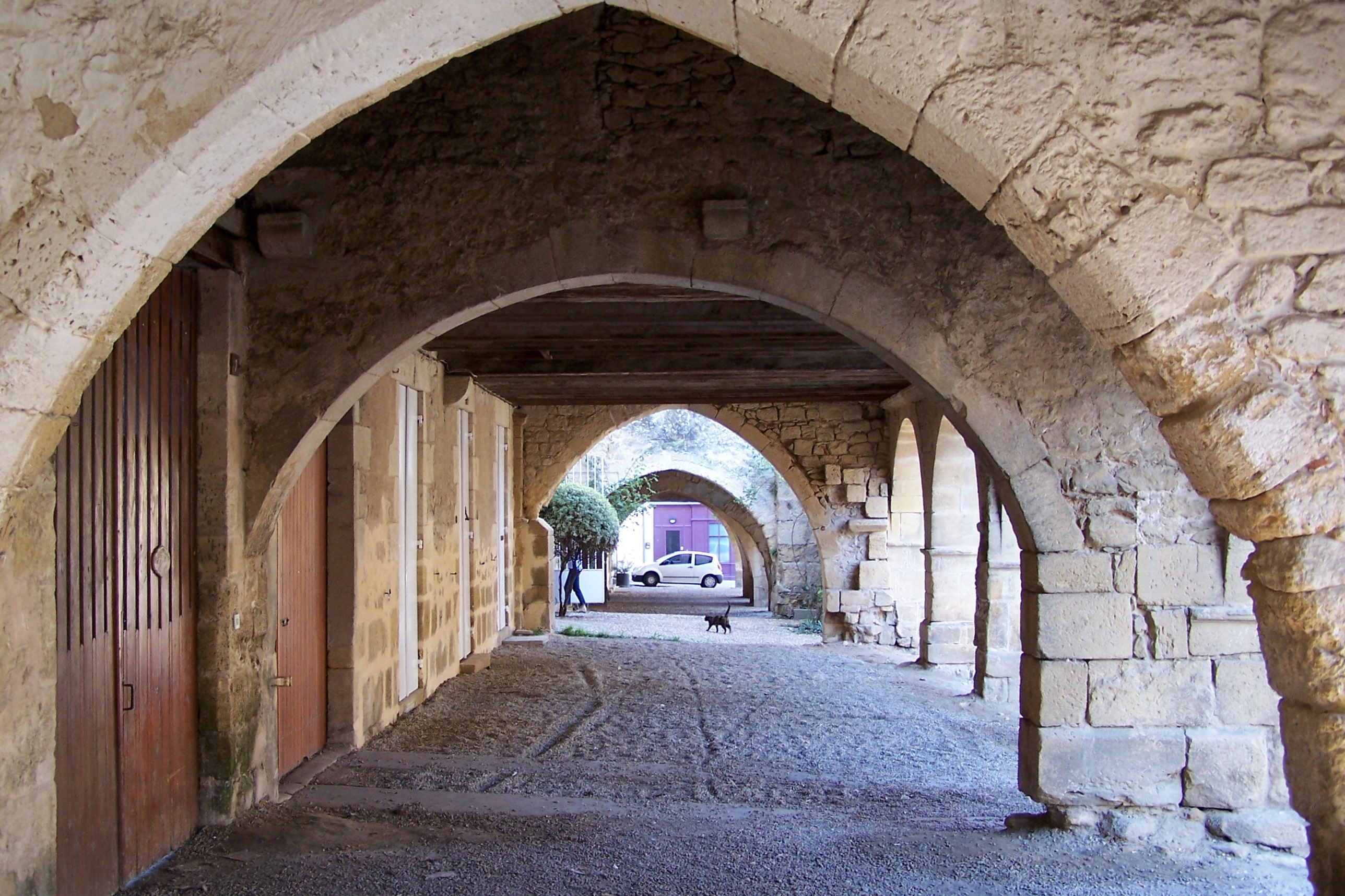
Arcades nord, place du Mercadiou.
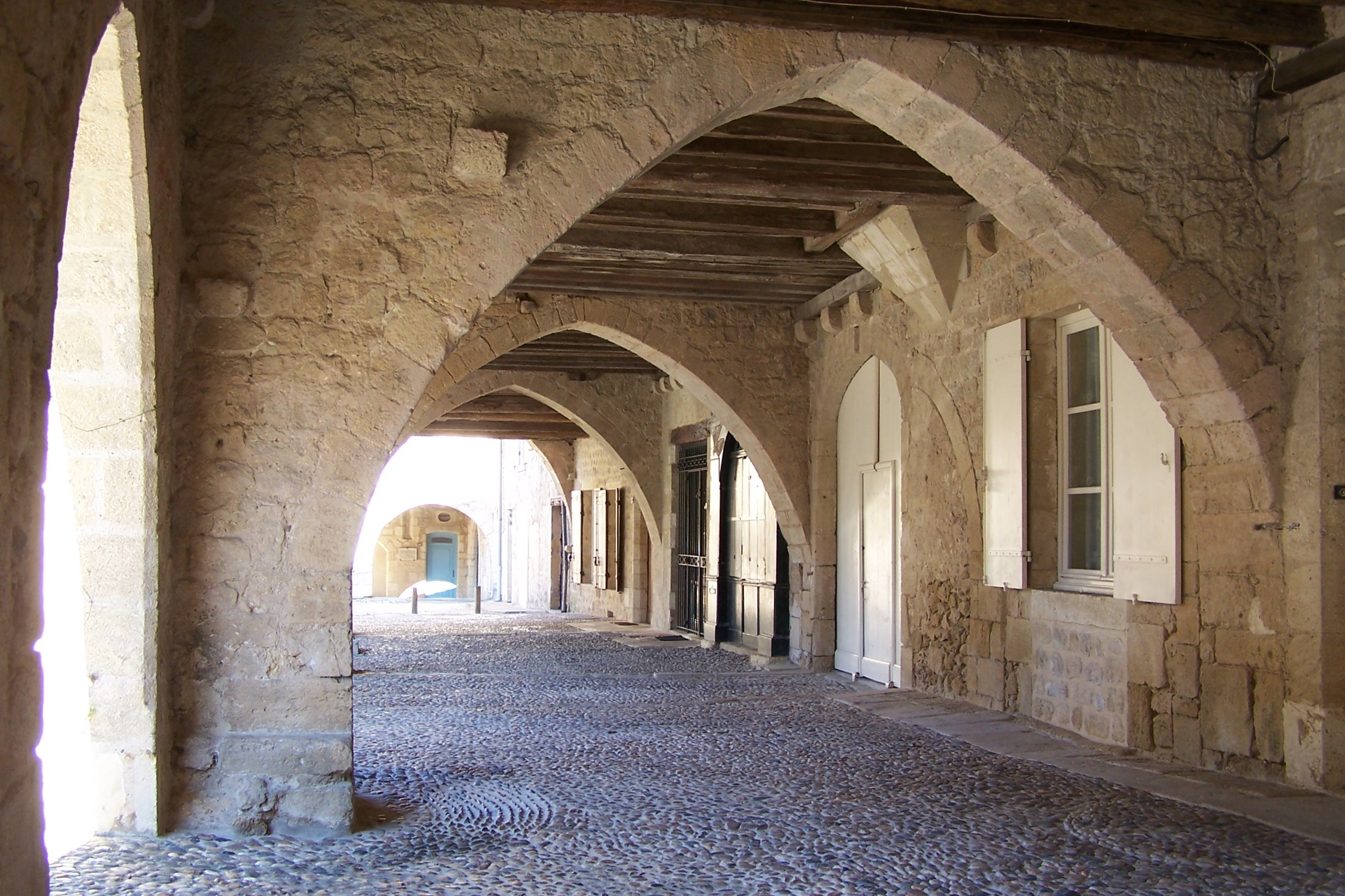
Arcades sud, place du Mercadiou.
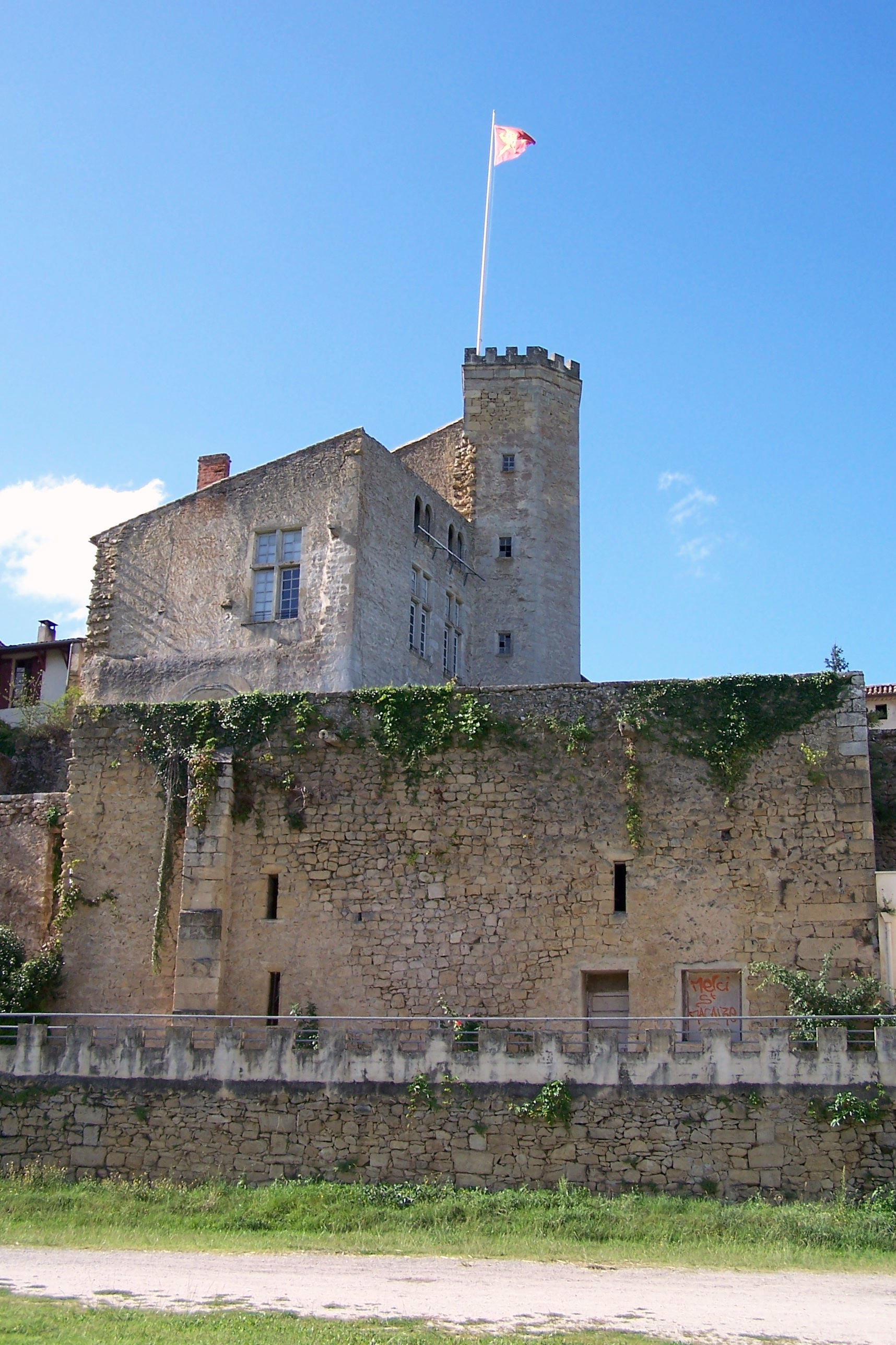
Le château de Tardes.
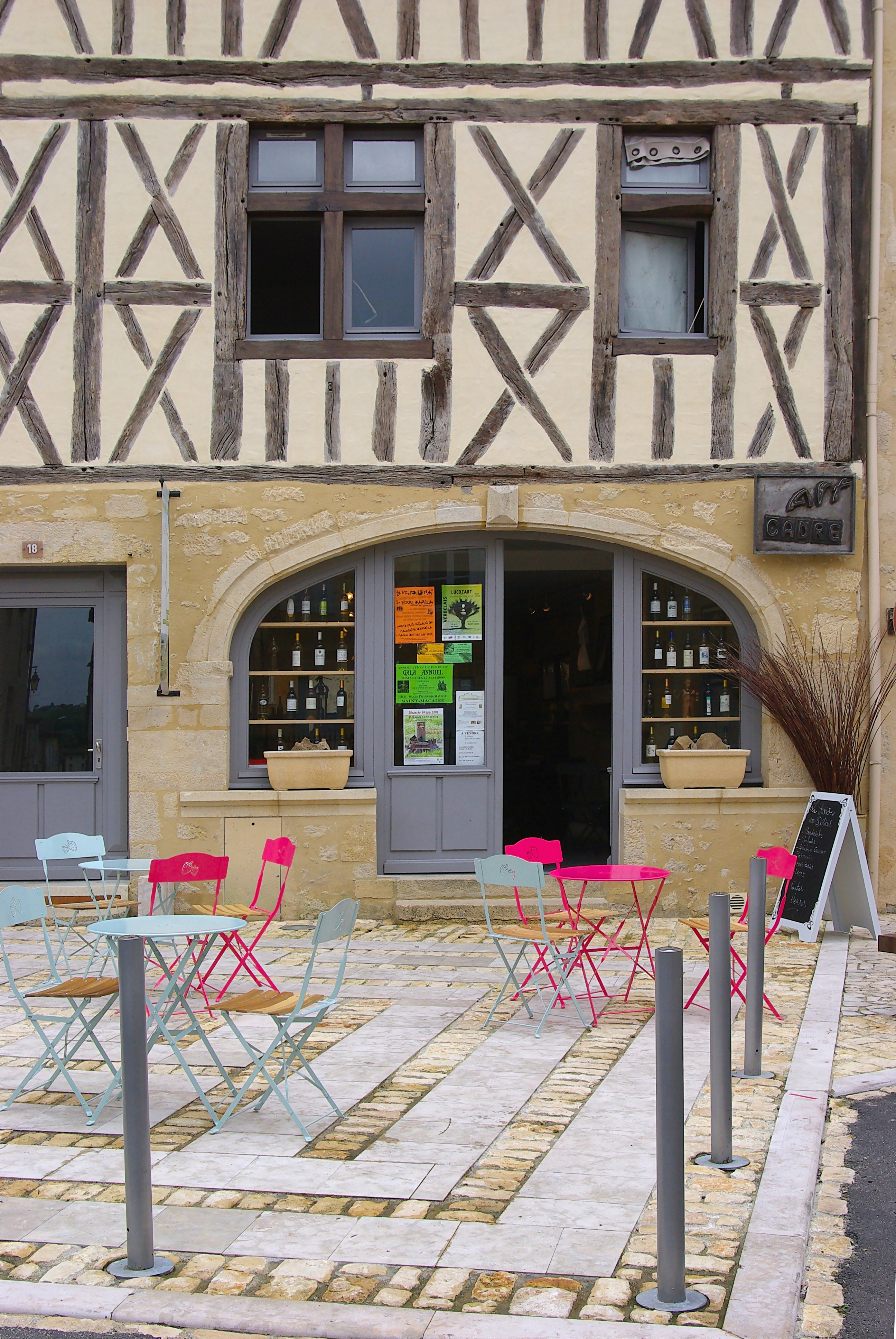
Maison classée MH, 33 rue Carnot.
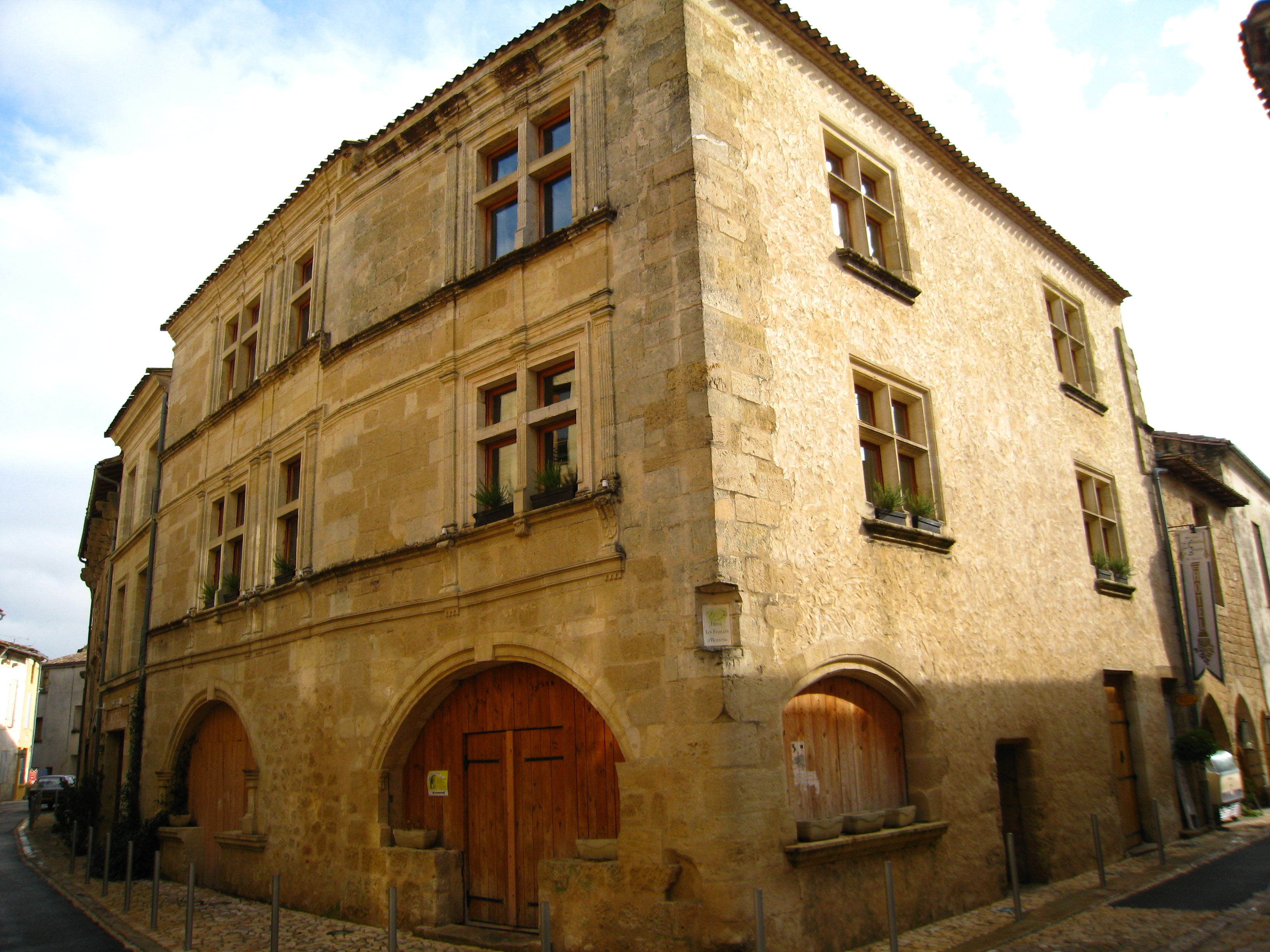
Hôtel particulier.
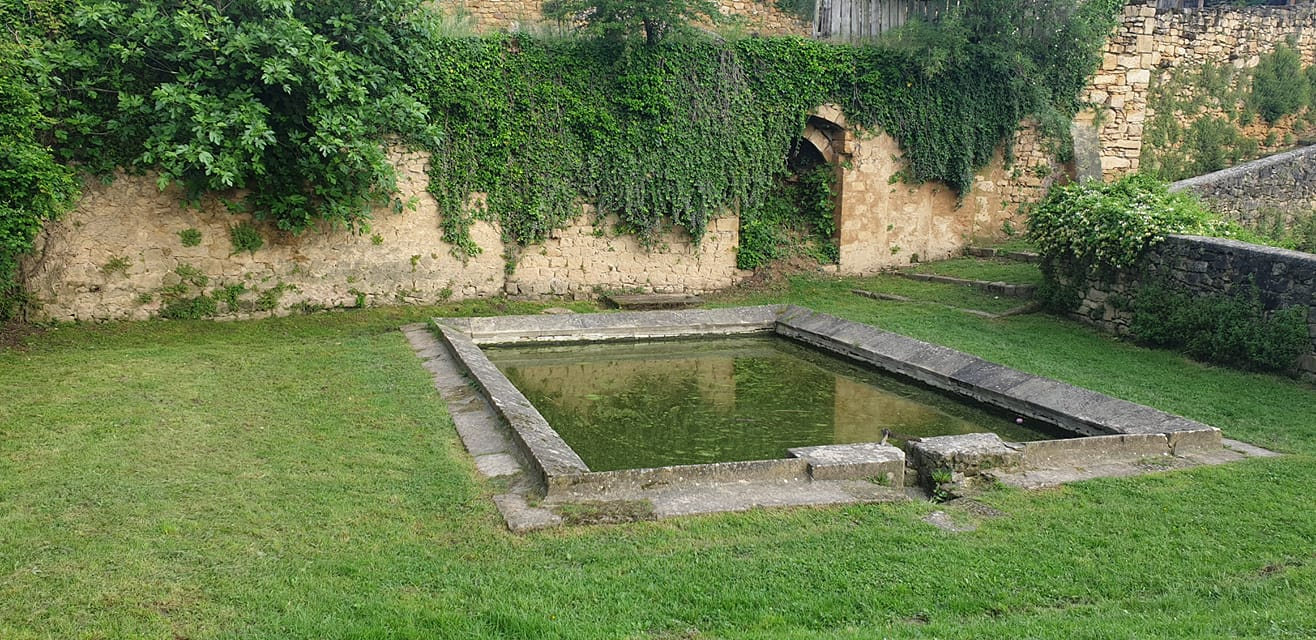
Lavoir de la Barette.

### Héraldique
| Blason de Saint-Macaire | Blason  | De gueules à saint Macaire mitré et crossé d’or, cantonné de fleurs de lys d'or, les deux en chef posées en fasce et appointées, les deux en pointe posées en barre à dextre et en bande à senestre, accompagné de deux écussons cousus d’azur aux trois fleurs de lys d’or. |
| Blason de Saint-Macaire | Détails | Officiel, présent sur le frontispice de la mairie. |

### Logo et devise
À l'instar du blason, le logotype représente saint Macaire.
La devise de la ville est Olim Ligena nunc Sancti Macarii nomine urbs (« Autrefois Ligena maintenant ville au nom de Saint-Macaire »).

## Personnalités liées à la commune
- Saint Macaire ou Macaire d'Espetven (ca 390 - ca 430), moine qui donna son nom à la ville, y vécut et y mourut.
- François Bergoeing (1750 - 1828), maire de Saint-Macaire, député Girondin conventionnel, né dans la commune.
- Jean-Baptiste Pujoulx (1762 - 1821), naturaliste, journaliste et dramaturge, né dans la commune.
- Pierre-Michel Duffieux (1891 - 1976) physicien, né dans la commune.
- Robert Escarpit (1918 - 2000), Grand universitaire (Normalien Sup. et angliciste de formation) écrivain et journaliste, né dans la commune.